# Reserva Particular do Patrimônio Natural Fazenda Boqueirão dos Frades
A Reserva Particular do Patrimônio Natural (RPPN) Fazenda Boqueirão dos Frades é uma unidade de conservação a qual foi criada em 1998, através da Portaria nº 29/98-N, de 24 de março de 1998, possuindo 579,78 hectares, e está localizada na Fazenda Boqueirão dos Frades, no município de Pau D'Arco do Piauí, sendo uma das unidades de conservação desta categoria (RPPN) no estado do Piauí, apresentando uma vegetação típica de transição floresta estacional semidecidual / cerrado, ocorrendo manchas de cerrado e enclave de espécies de caatinga.

## Reserva
A Fazenda Boqueirão dos Frades, localizada no município de Altos -PI, possui atributos especiais, onde reúne áreas que apresentam ao mesmo tempo, belezas cênicas e condições naturais primitivas, servindo assim, à preservação do ciclo biológico de espécies nativas. 
A preservação dessas áreas, com boqueirões e chapadas ainda primitivas, com o mínimo de intervenção antrópica, deve-se ao proprietário da Fazenda que pelo seu zelo e alta consciência ambientalista, demonstrada ao longo de mais de vinte anos, vem mantendo intactas essas áreas, dando condições a que a fauna nativa tenha nessa propriedade um de seus últimos refúgios naturais. 
O reconhecimento da área para Reserva Particular do Patrimônio Natural - RPPN, é pois, uma homenagem ao alto espírito preservacionista do proprietário.
Destacamos o excelente estado de conservação da exuberante vegetação nativa de mata pré-amazônica das chapadas da fazenda. A fauna ali existente apresenta uma boa diversidade, apesar de notória ação de caçadores nos arredores. Espécies da lista ameaçadas de extinção ainda habitam a área, tais como o tatu-canastra, o gato maracajá e o macaco guariba.

#### Objetivos da Reserva
- Proteger uma das últimas manchas da Mata pré-amazônica, ainda com características primitivas.
- Proteção da diversidade biológica da área.
- Dar oportunidade às gerações futuras de conhecer e estudar o que foi a flora e fauna da região.

## Meio Físico

#### Dados Climáticos
- Clima: AW tropical - segundo Koppen
- Precipitação média anual: 1300 mm
- Temperatura média anual: 29,7º Celsius
- Umidade relativa do ar: 60 a 75%

#### Pedologia
Associação de Padzólico Vennelho Amarelo Concrecionário + Solo Litolico + Latossolo Amarelo 

#### Relevo
Planura, Testemunhos de mesa, correspondendo a serras, chapadas e morros isolados.

#### Hidrologia
Riacho do Bom Princípio, do Boqueirão e da Baixa Alegre. Olhos d'água do Bom Princípio, do Boqueirão, do Ingá, do Angelim, das Bestas, dos Martins, do Barro Preto, do Icó, da Atraca, do Cipó, da Faixa, de Pedro, do Dionísio. 

## Meio Biológico

#### Flora
A Fazenda Boqueirão dos Frades, localizada a pouco mais de 40 km da sede do Capital (Teresina) e aproximadamente 30 Km da sede do município de Altos, apresenta, em bom estado de conservação, uma vegetação típica de transição floresta semidecídua/cerrado, ocorrendo manchas de cerrado e enclave de espécies de caatinga, encaixando-se na denominação de "mata". A flora da área encontrada pela equipe de trabalho, em pleno período seco, incluiu 51 espécies, distribuídas em 28 famílias. Mimosaceae com 6 espécies, Bignoniaceae com 5, Caesalpiniaceae com 4, Fabaceae, Myrtaceae e Moraceae com 3 cada uma, foram as famílias que mais se destacaram em números de espécies. 5 famílias foram representadas por 2 espécies cada e 17 famílias, correspondendo a 60,71% do total, foram representadas por apenas 1 espécie cada, sendo que 1 ficou sem identificação à nível de gênero, por falta de material reprodutivo. 

#### Fauna
Dentro da Fazenda Boqueirão dos Frades já foram identificadas várias espécies de mamíferos, aves, anfíbios, répteis, peixes e crustáceos. Destaca-se na avifauna a presença de Gavião-pega-pinto, Papagaio, Curica-jandaia, Jandaia, Seriema, Urubu-caçador, Pica-pau, Pomba, Xexéu, Rolinha, Rolinha fogo-apagou, Juriti, Urubu-rei, Anu-preto, Cancão, Beija-flor, Lavandeira, João-de-barro, Galinha d' água, Caboré, Chico preto, Anu-branco, Acauã, Pêga, Currupião, Bem-te-vi, Carcará tinga, João-bobo ou joão-do-mato Curió, Jacu, Jacupemba, Alma-de-gato, Curica, Jacutinga, Recongo, Nambú-perdiz, Canário, Tem-tem. Nas observações feitas sobre os repteis encontramos representantes dos seguintes: Calango-verde, Lagartixas, Camaleão, Lagartixa-preta, Teiú, Cobra-de-veado, Jararaca, Jararacuçu, Cobra-cipó, Cascavel, Salamanta, Cobra-coral, Falsa-coral, Cobra-mussurana, Cobra-caninana e Cobra-preta. Os mamíferos identificados: Veado mateiro, Veado Catingueiro, Veado Campeiro, Tatu-galinha, Peba, Tamanduá-bandeira, Tatu-canastra, Mambira, Tatu-Bola, Guariba-preto, Sagui-da-serra, Macaco, Soim, Cachorro do mato, Raposa, Onça, Gato do mato, Gato maracajá, Morcego, Paca, Preá, Cutia, Mocó, Guaxinim e Caitetu.

## Galeria de Fotos

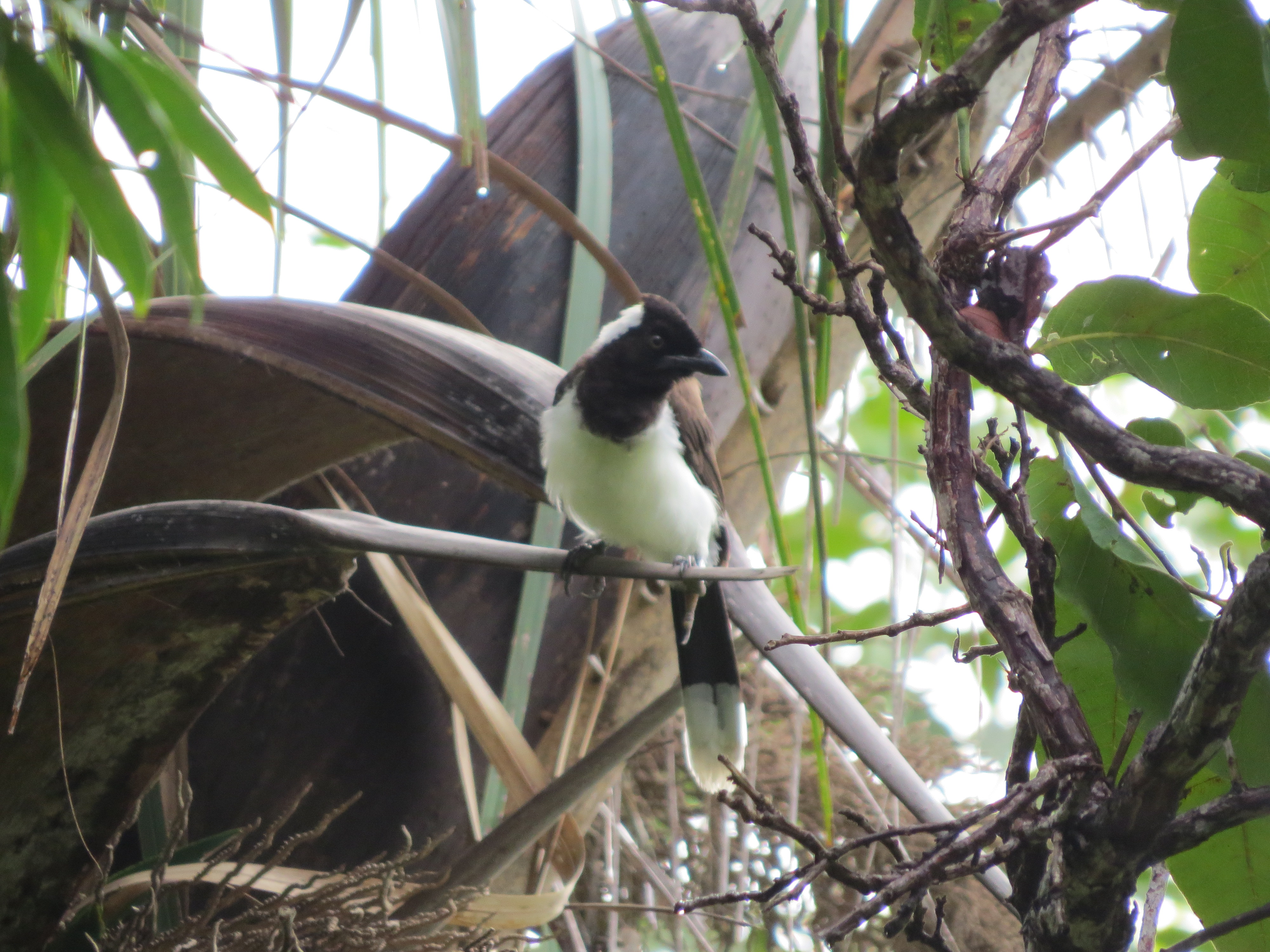
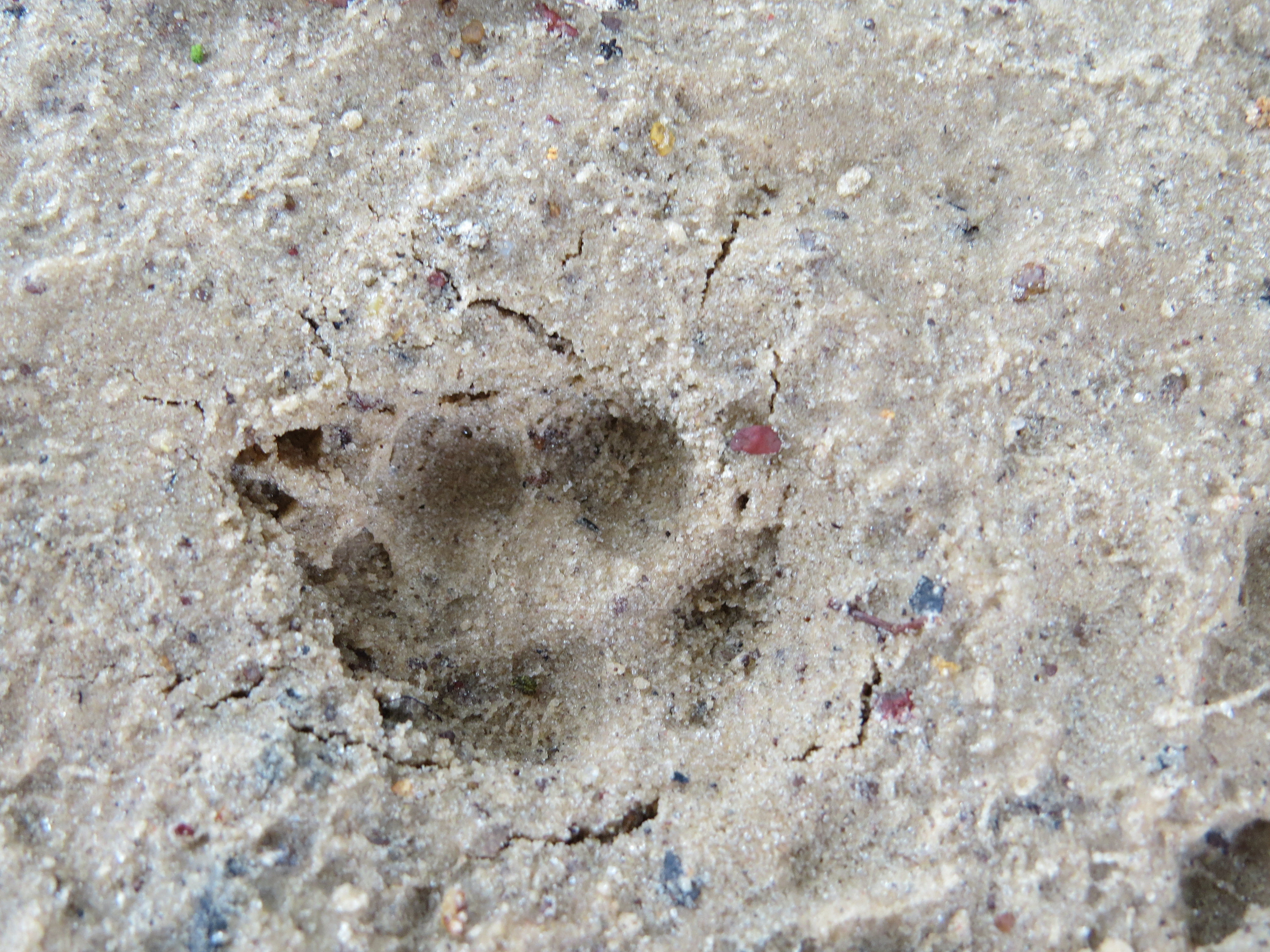
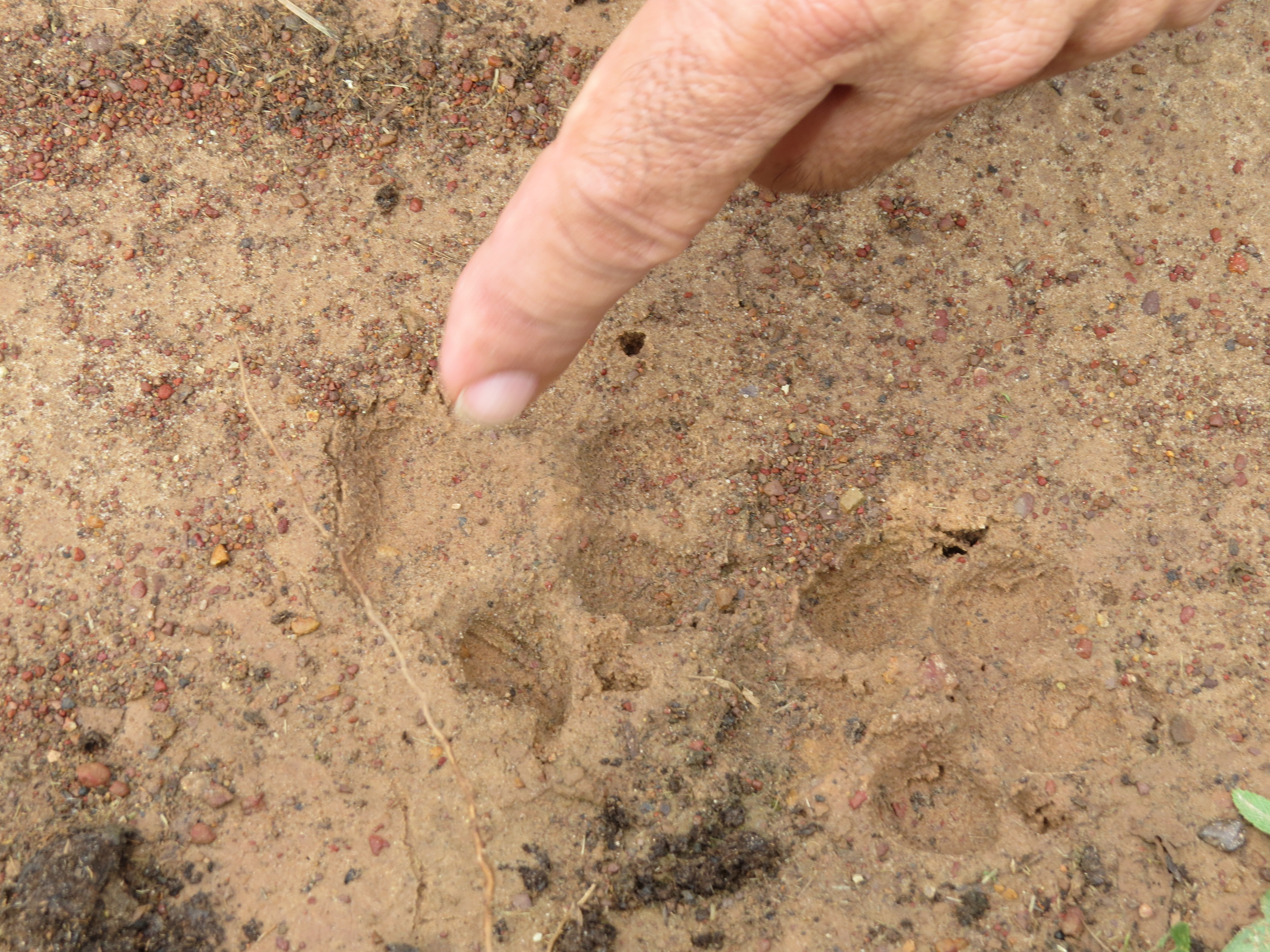
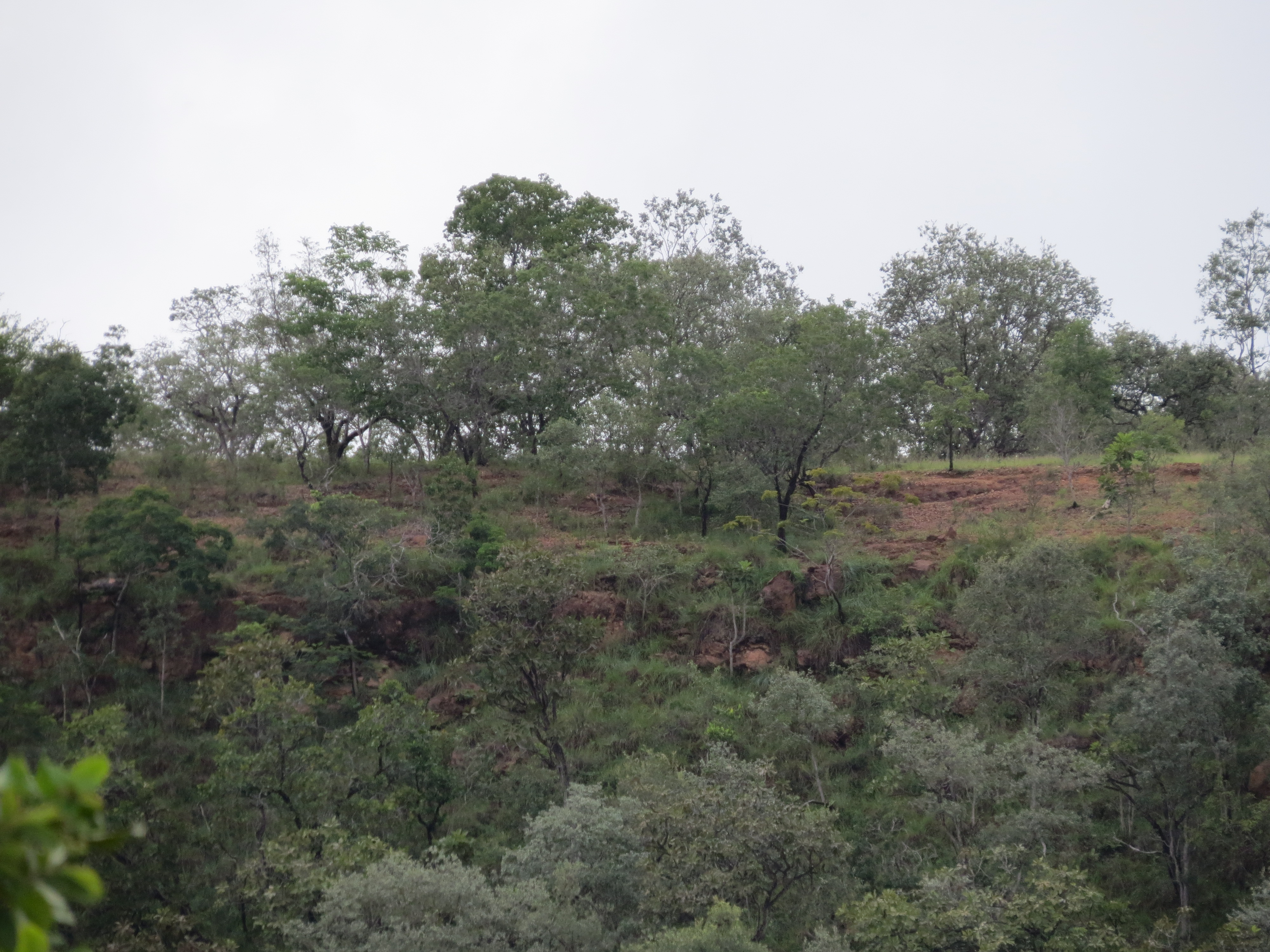
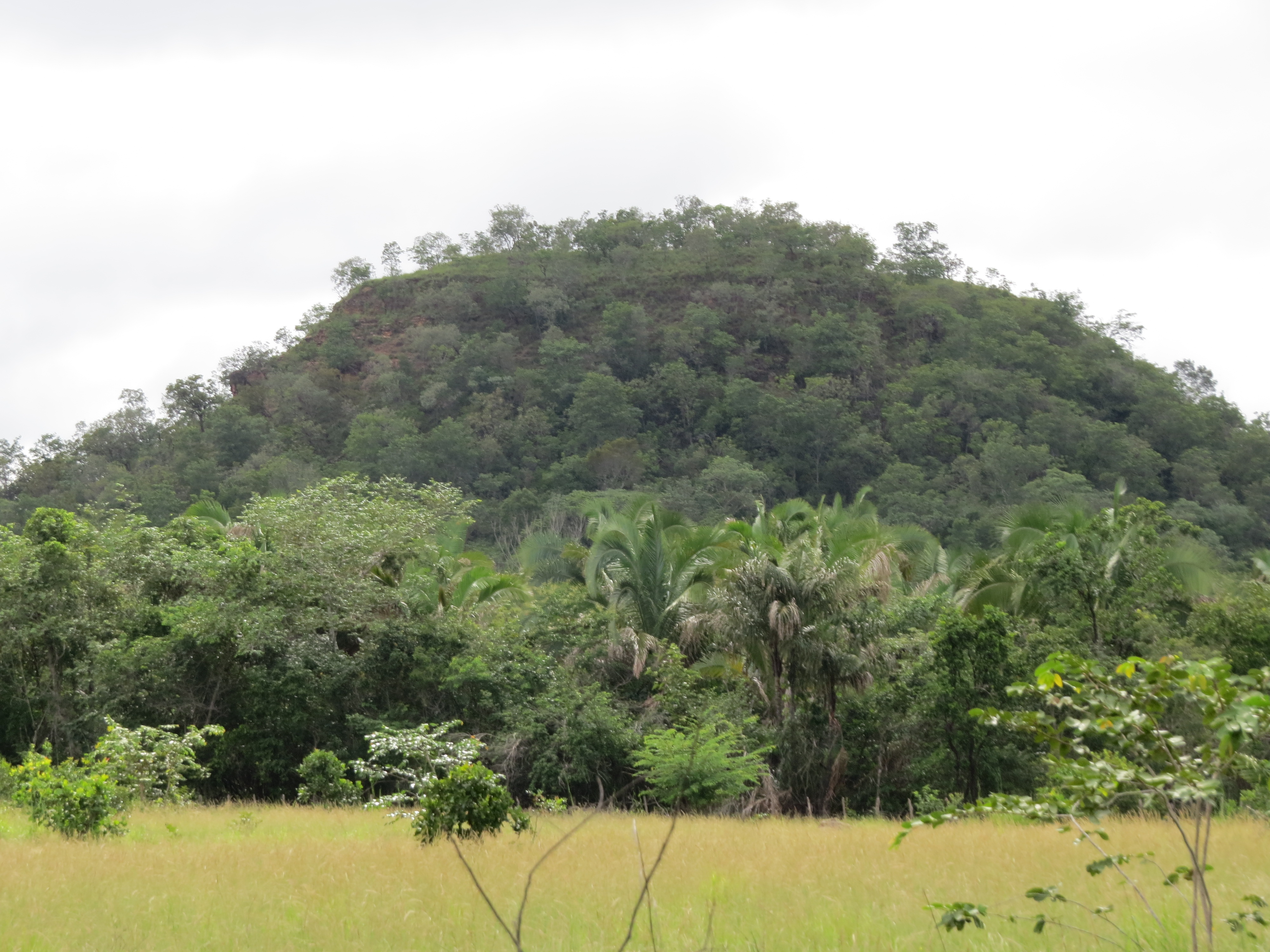
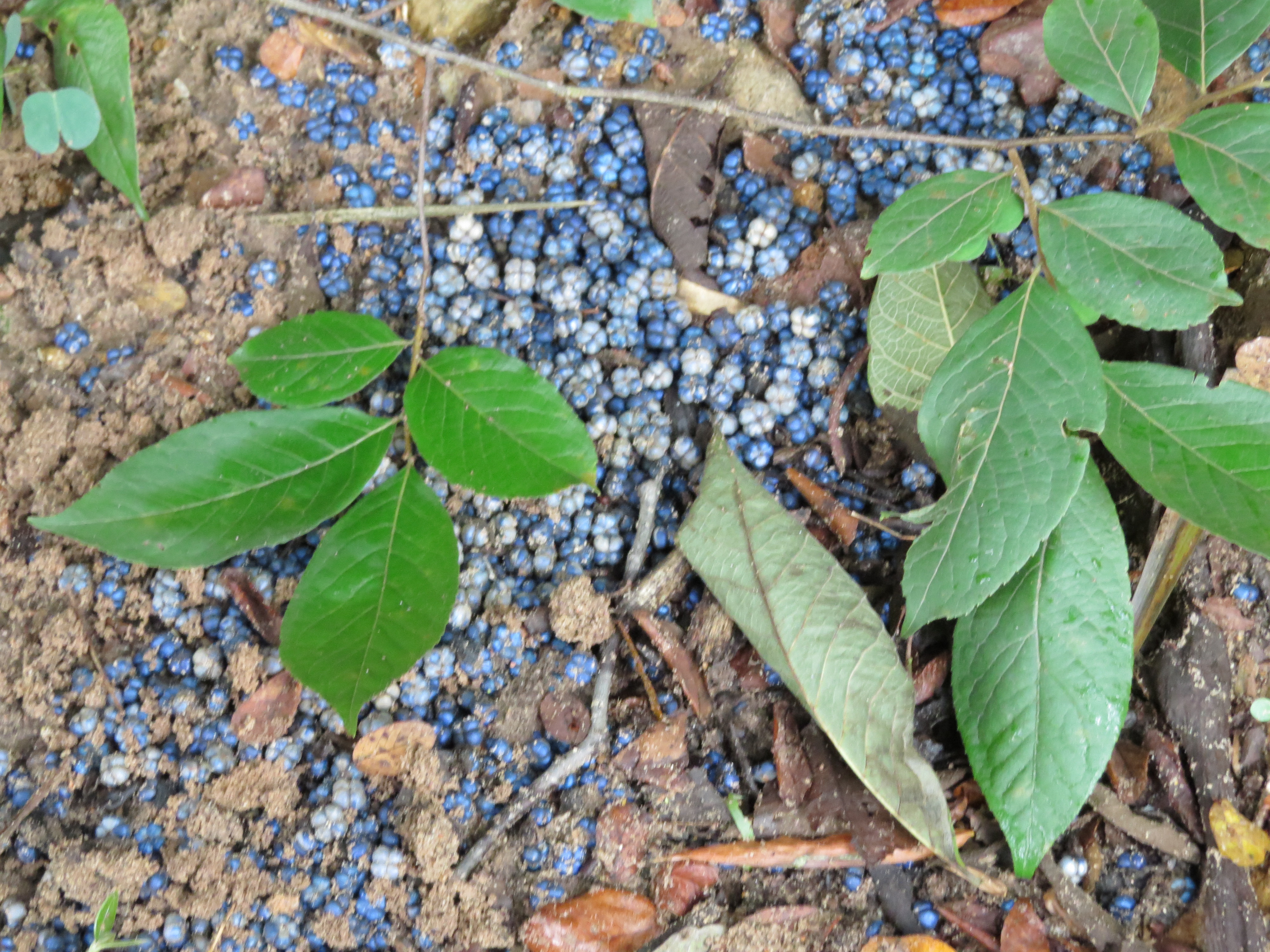
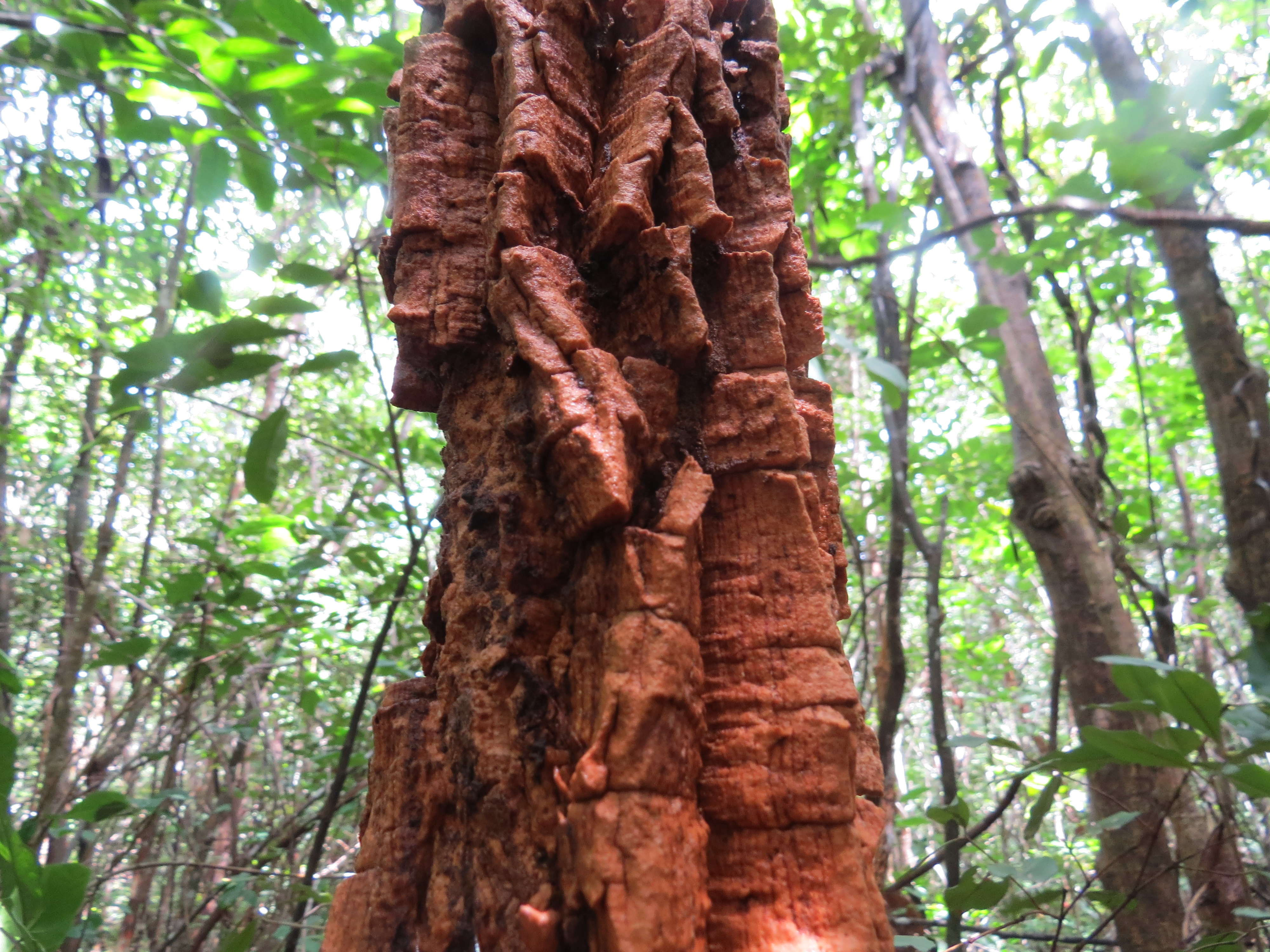
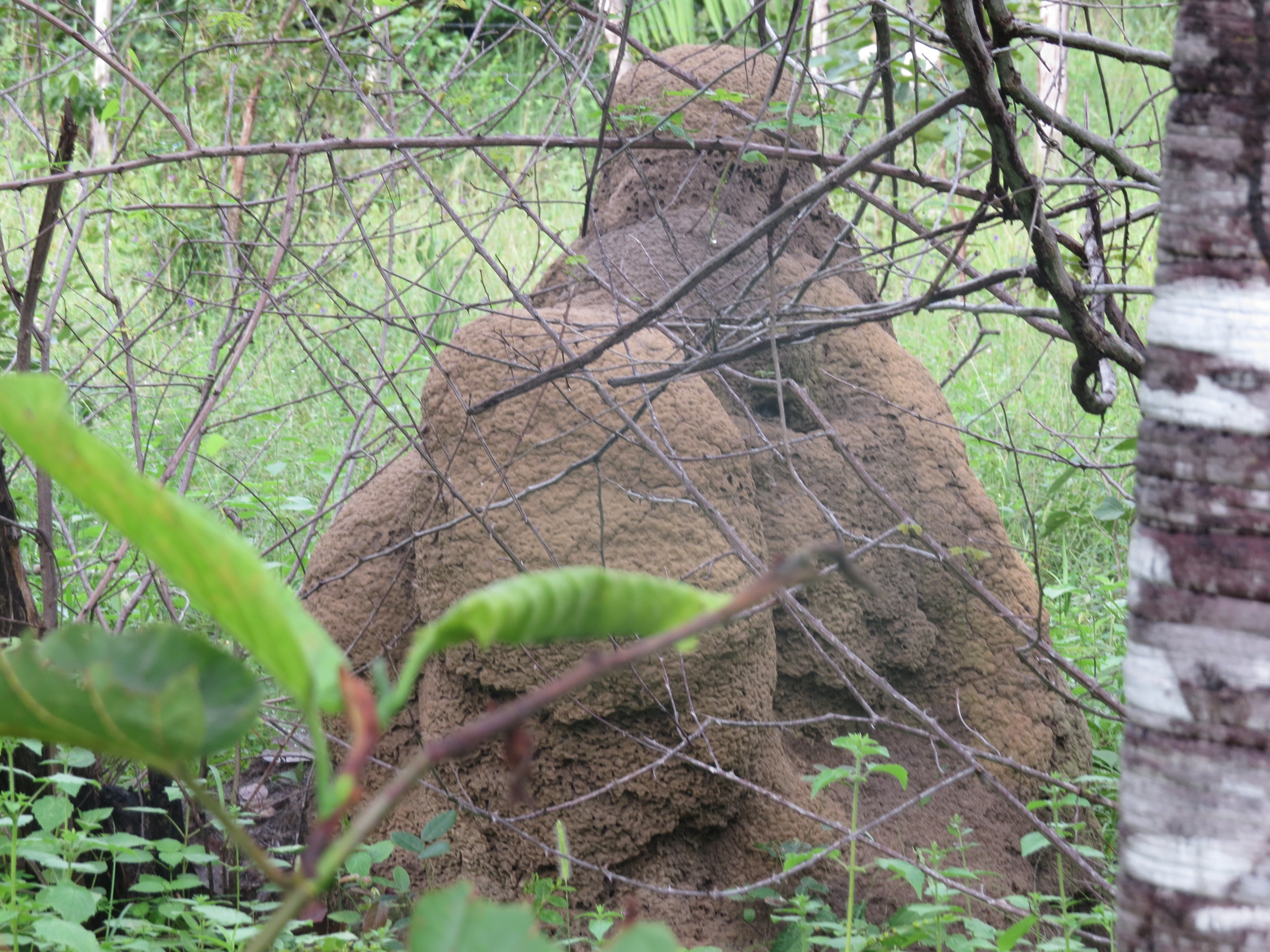
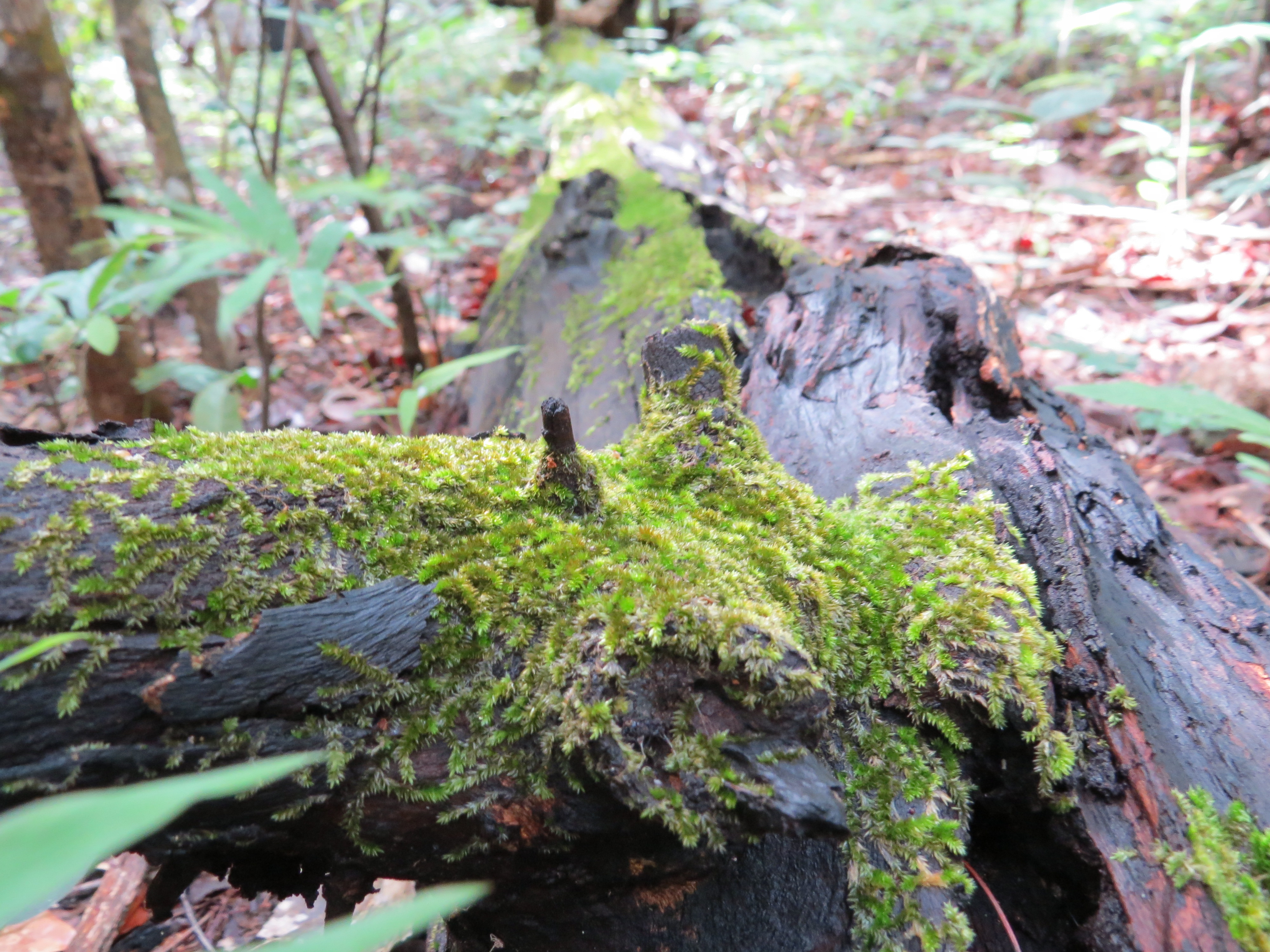
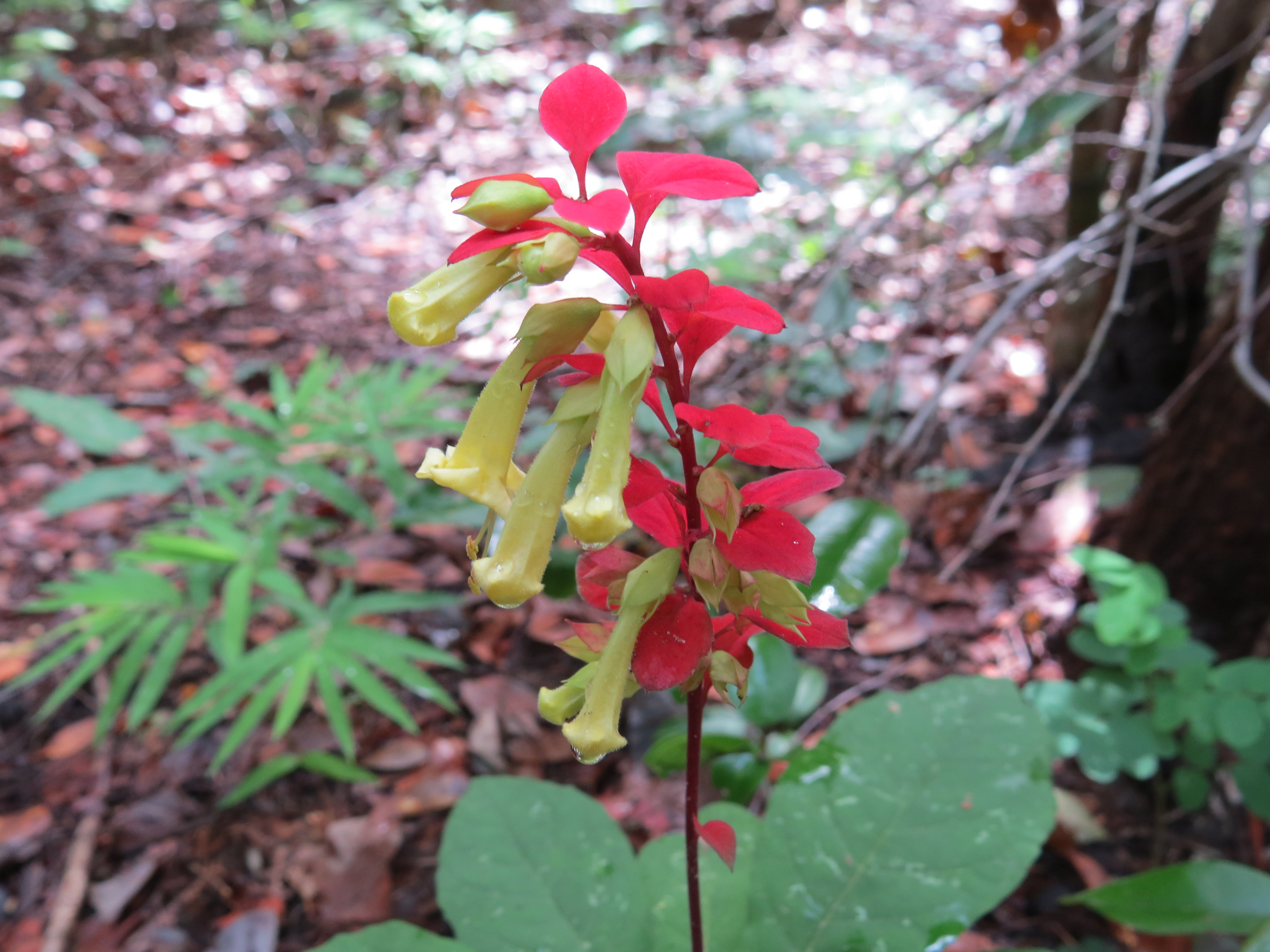
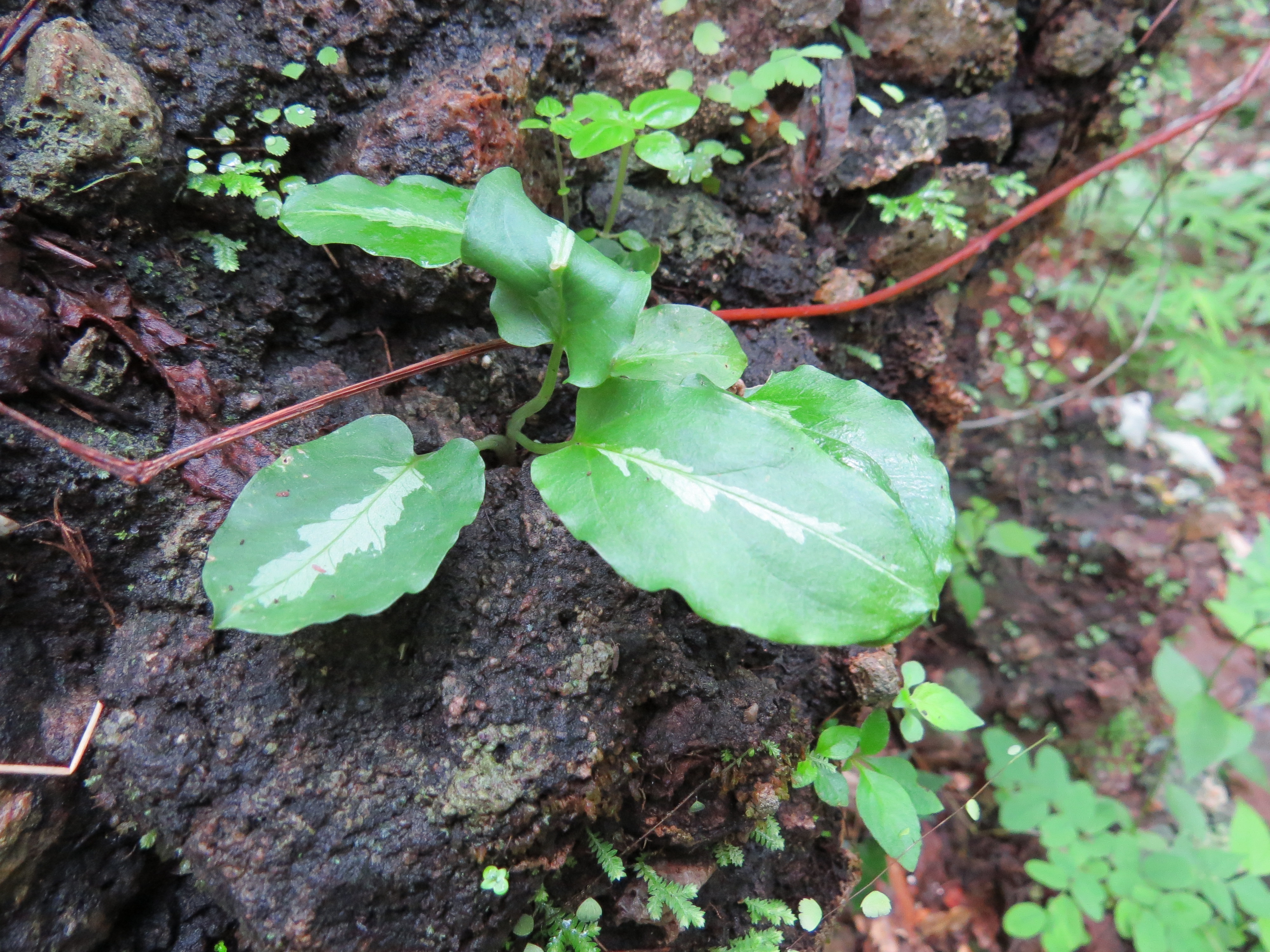
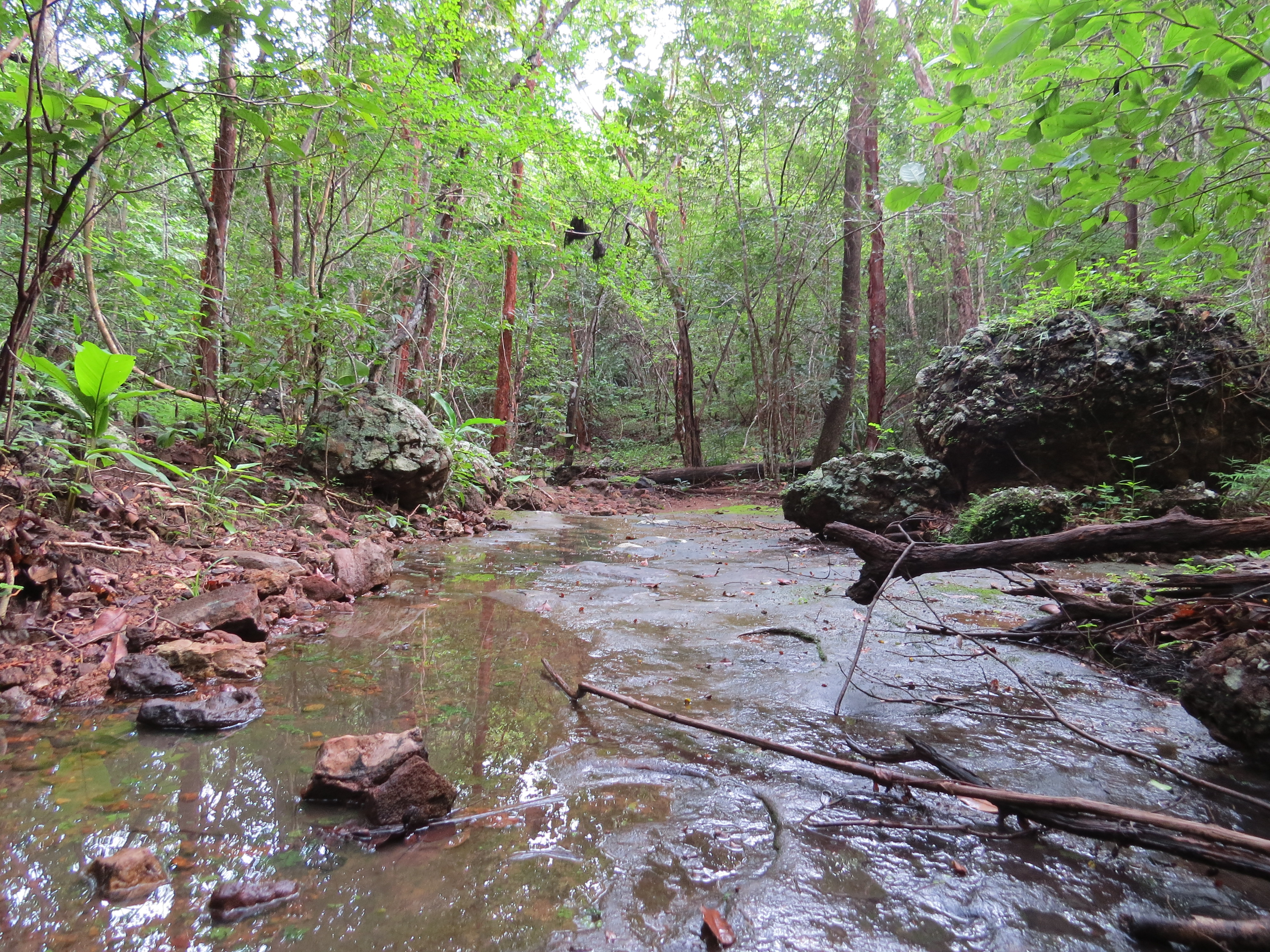
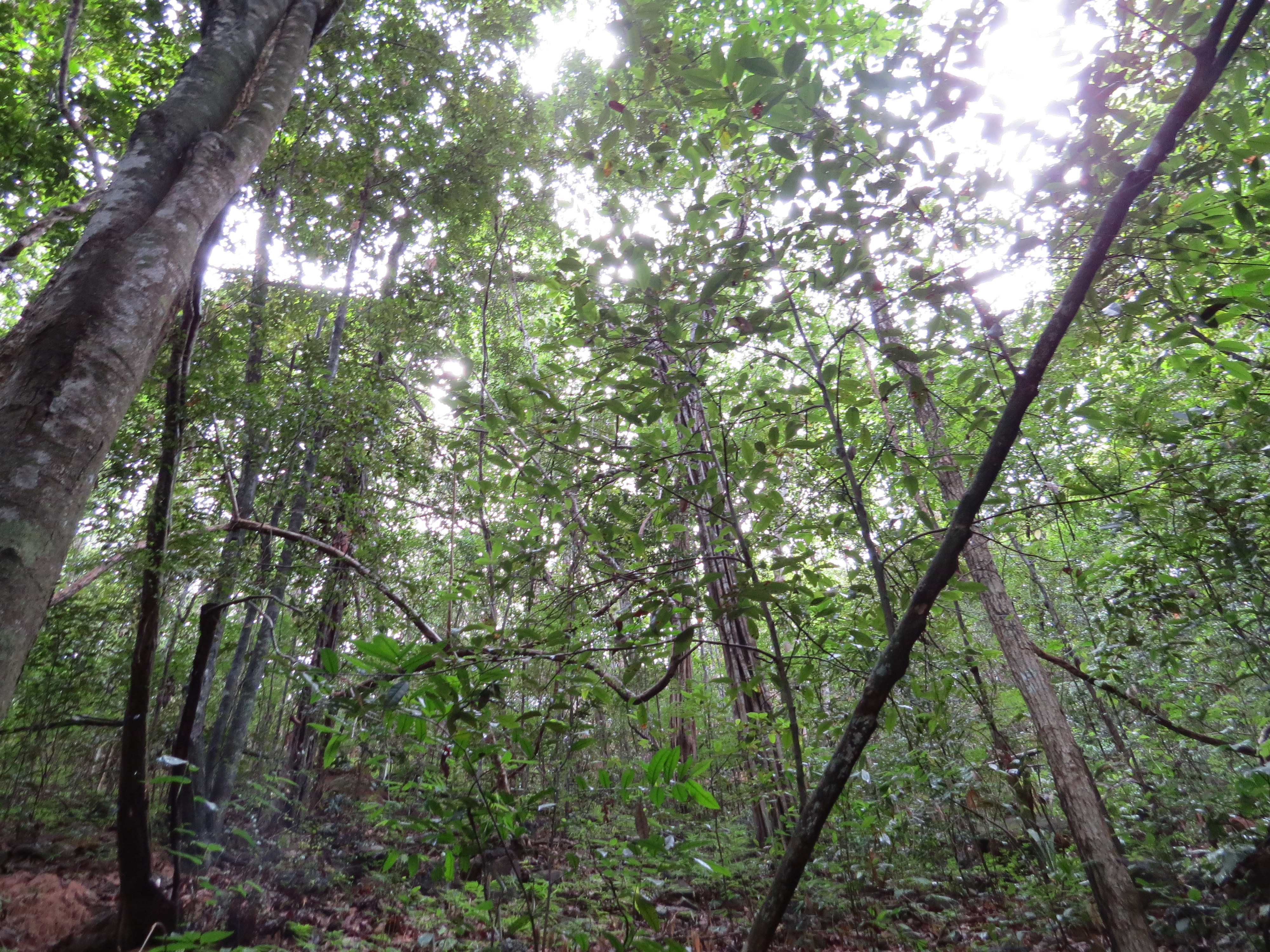
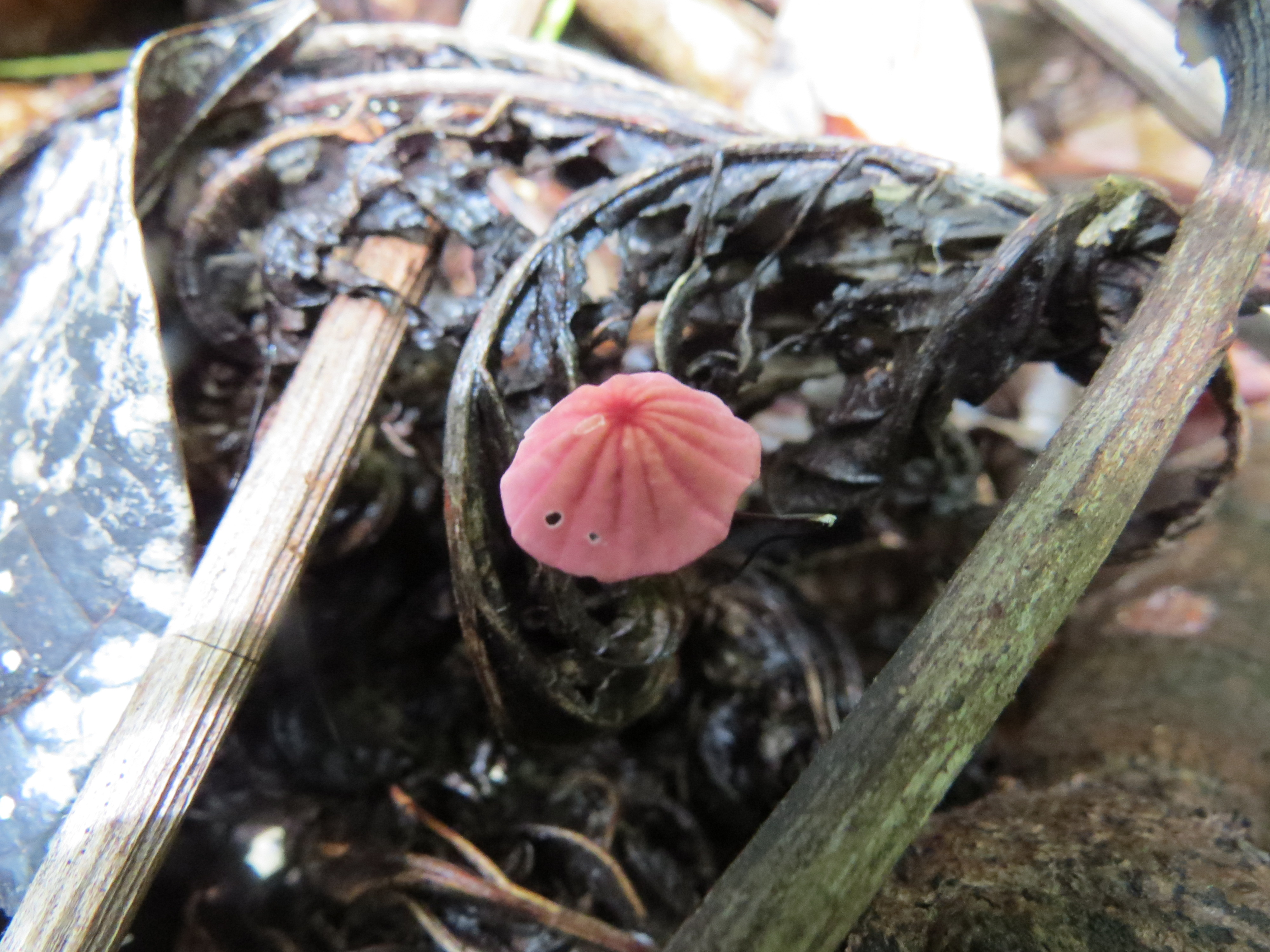
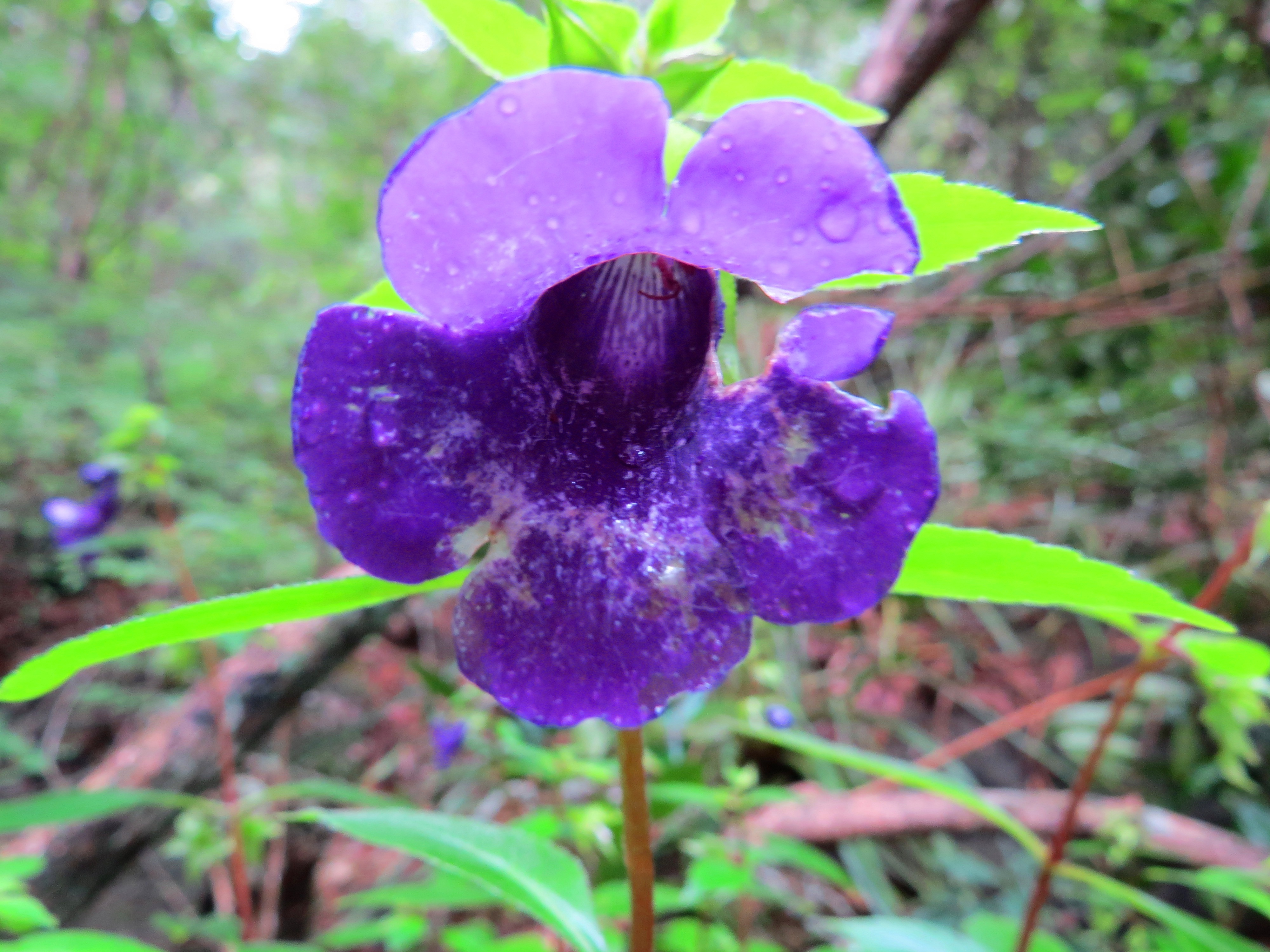
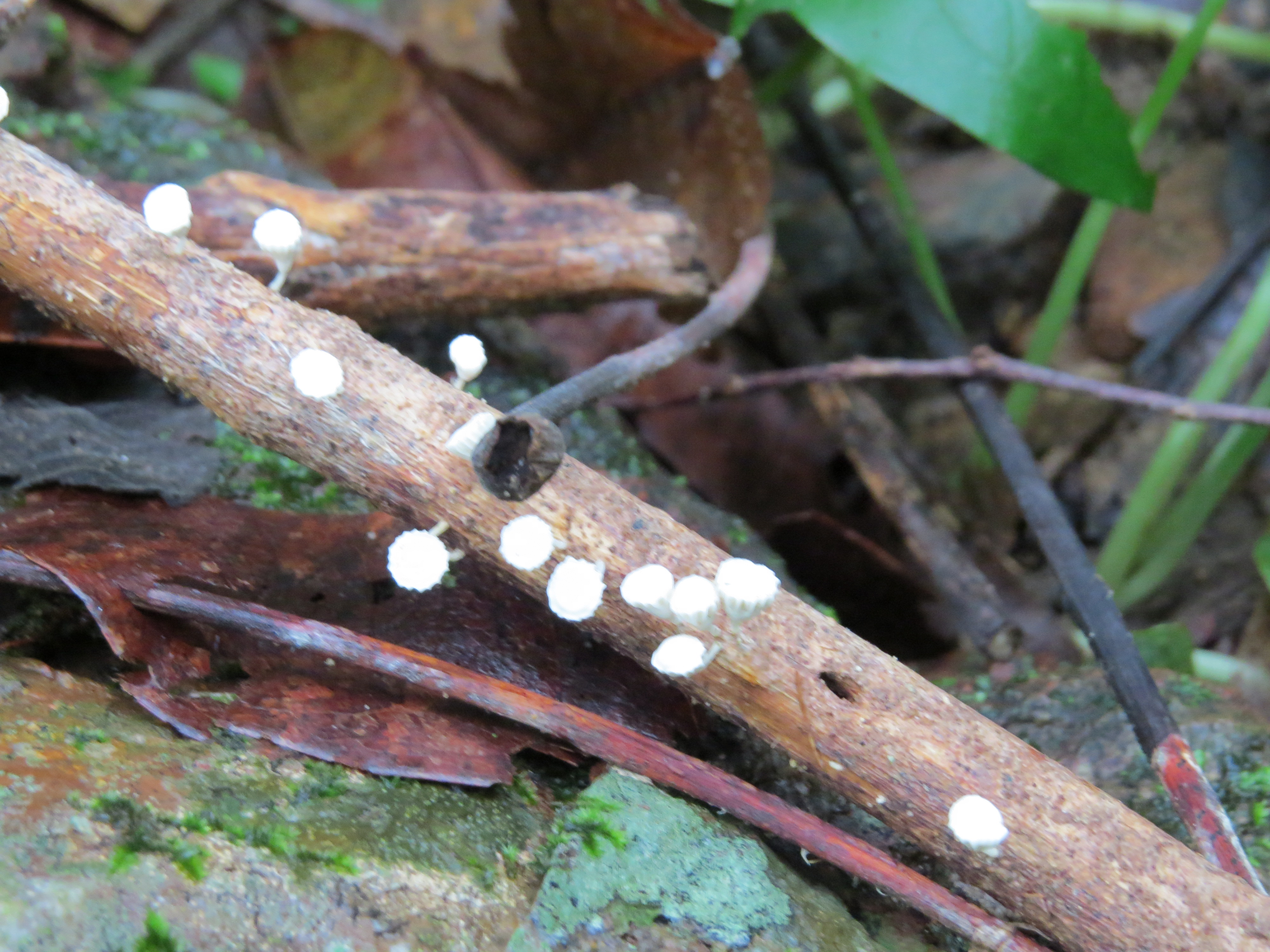
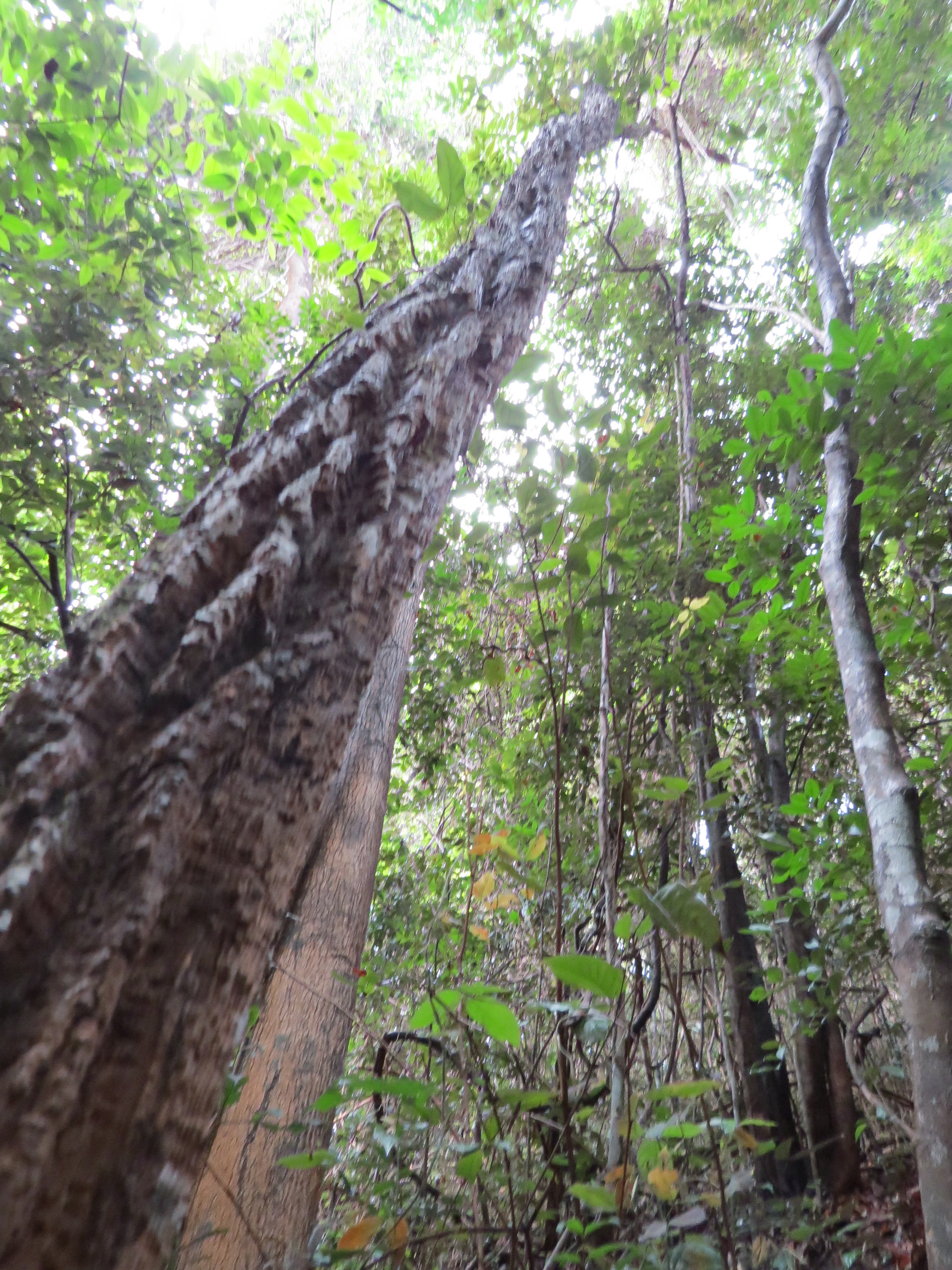
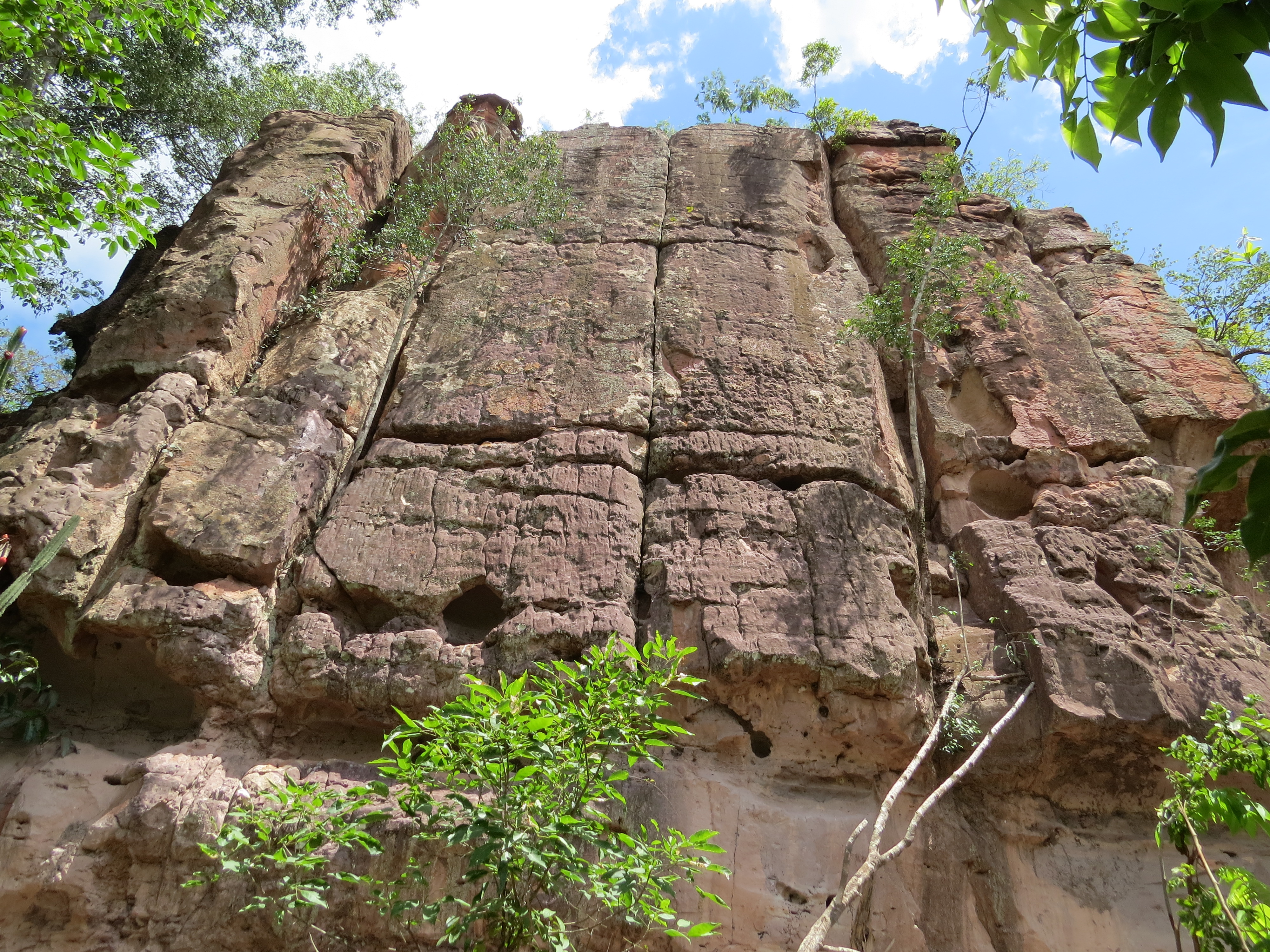
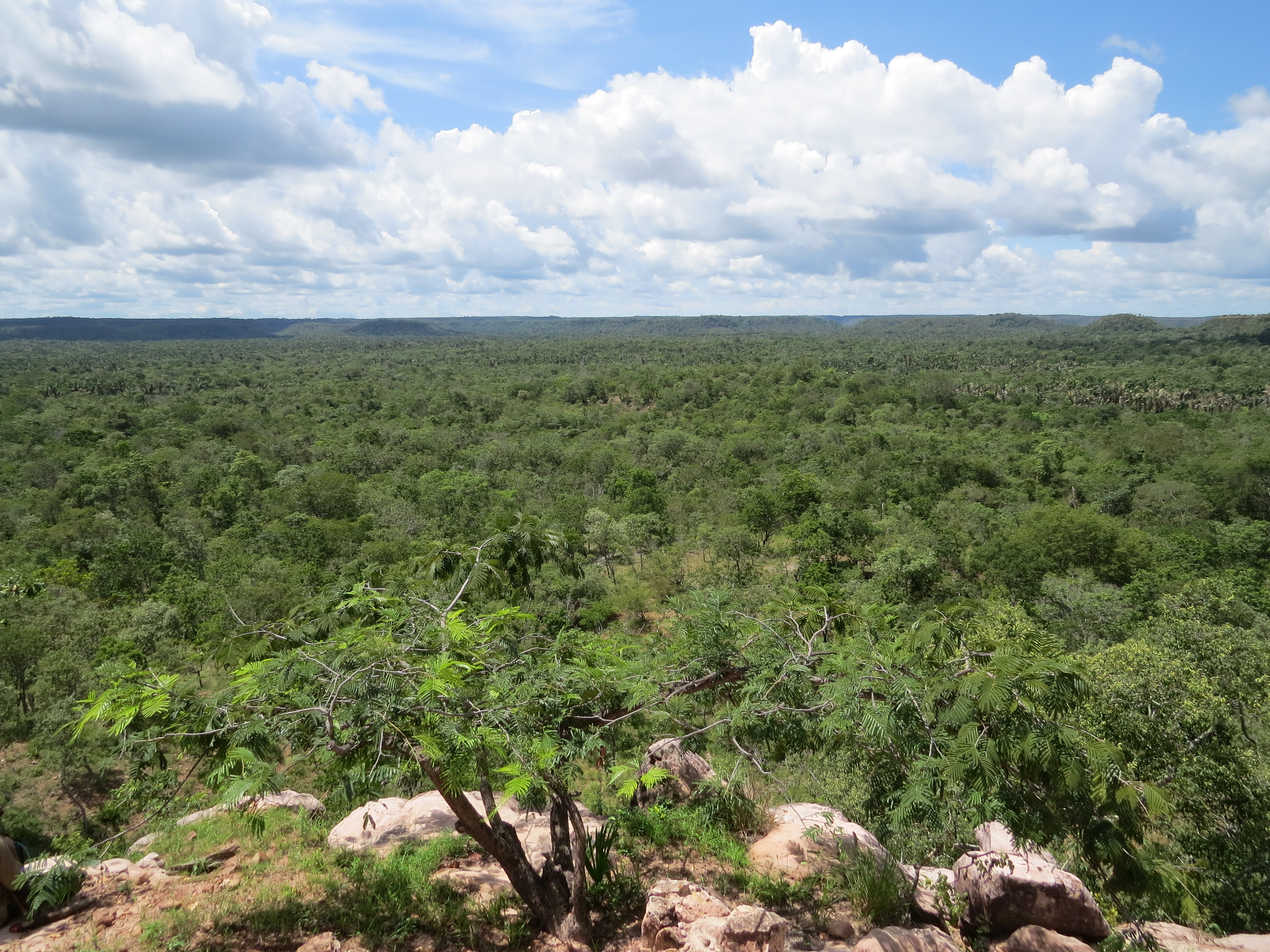
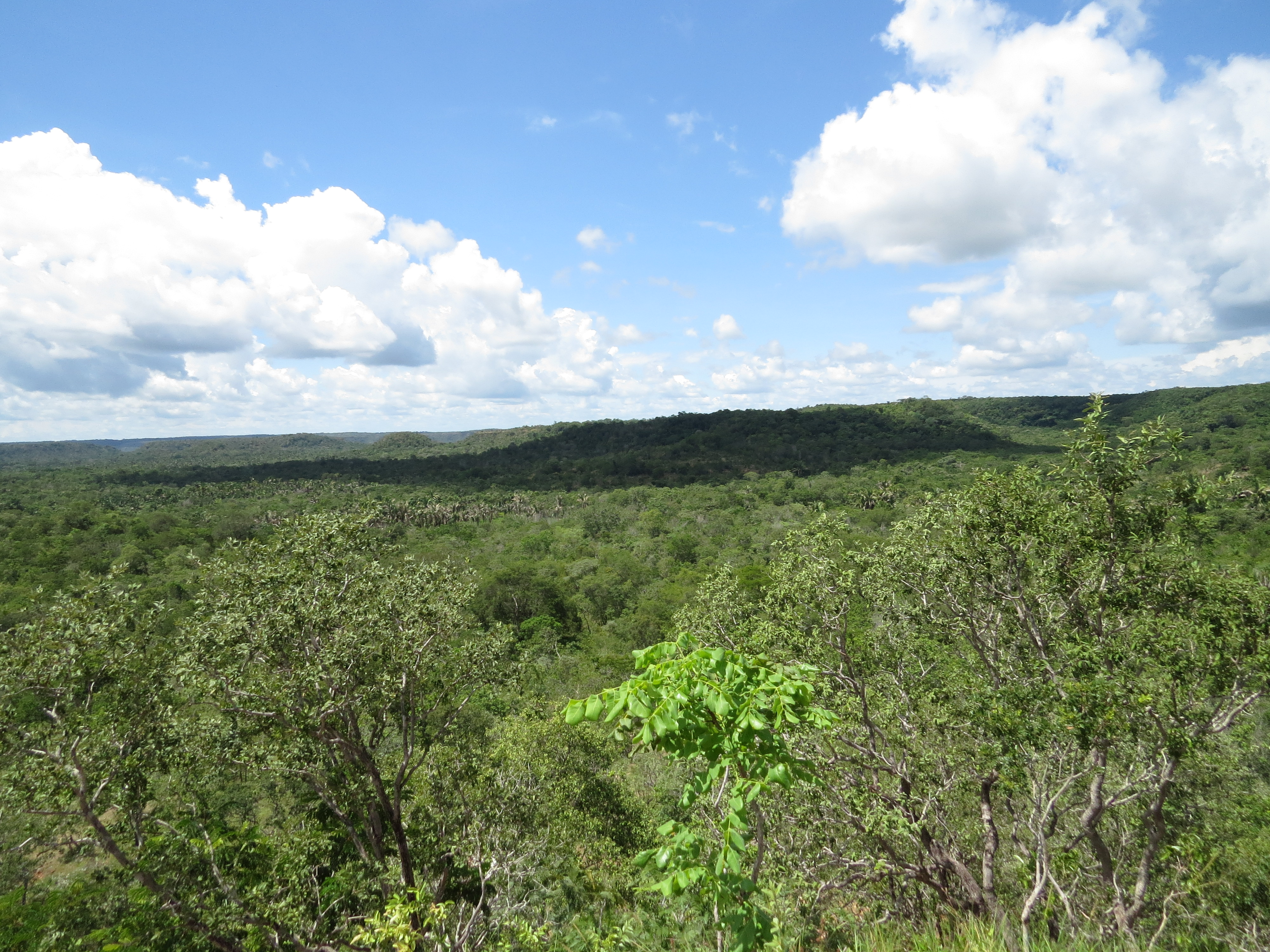
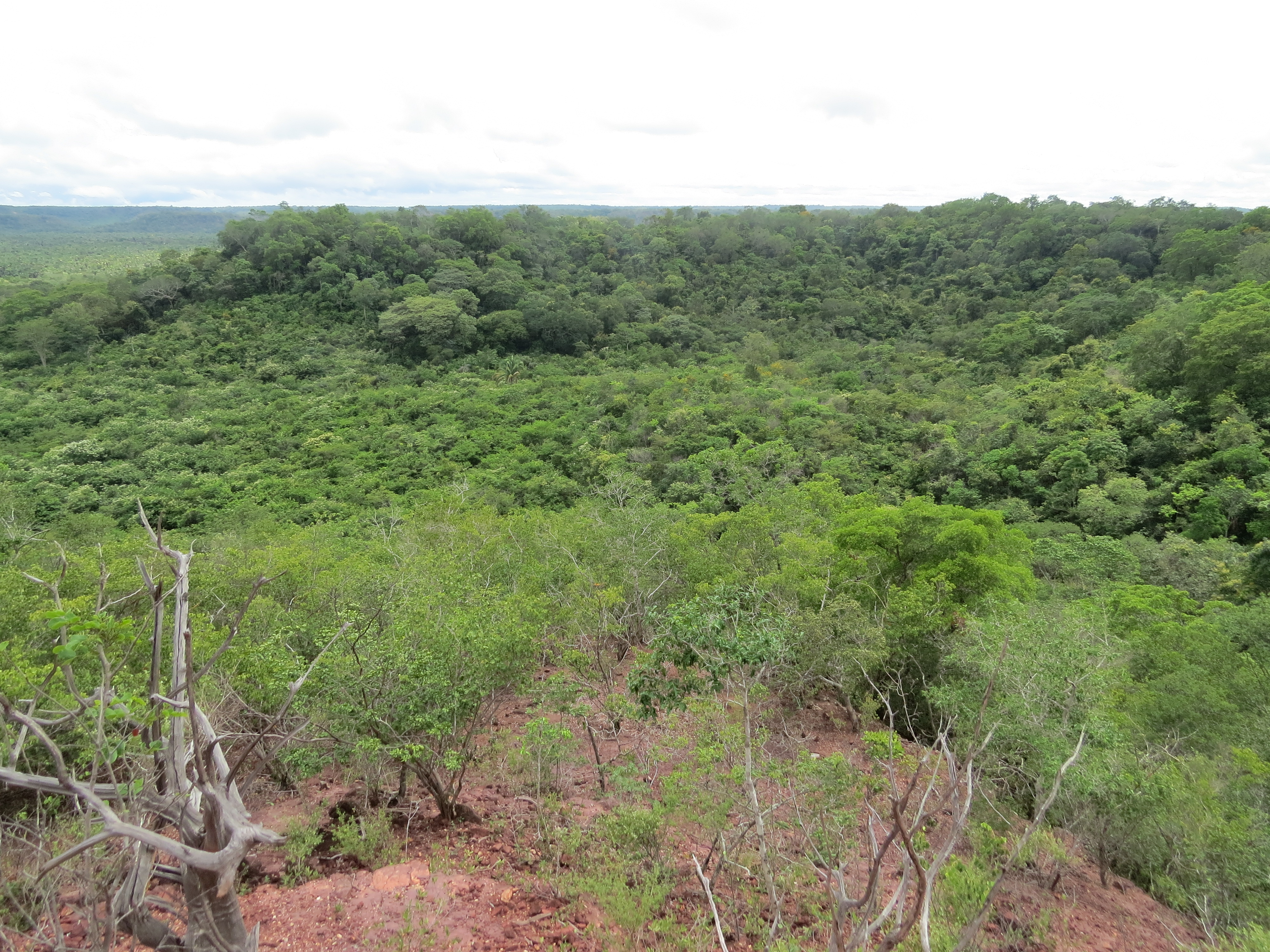
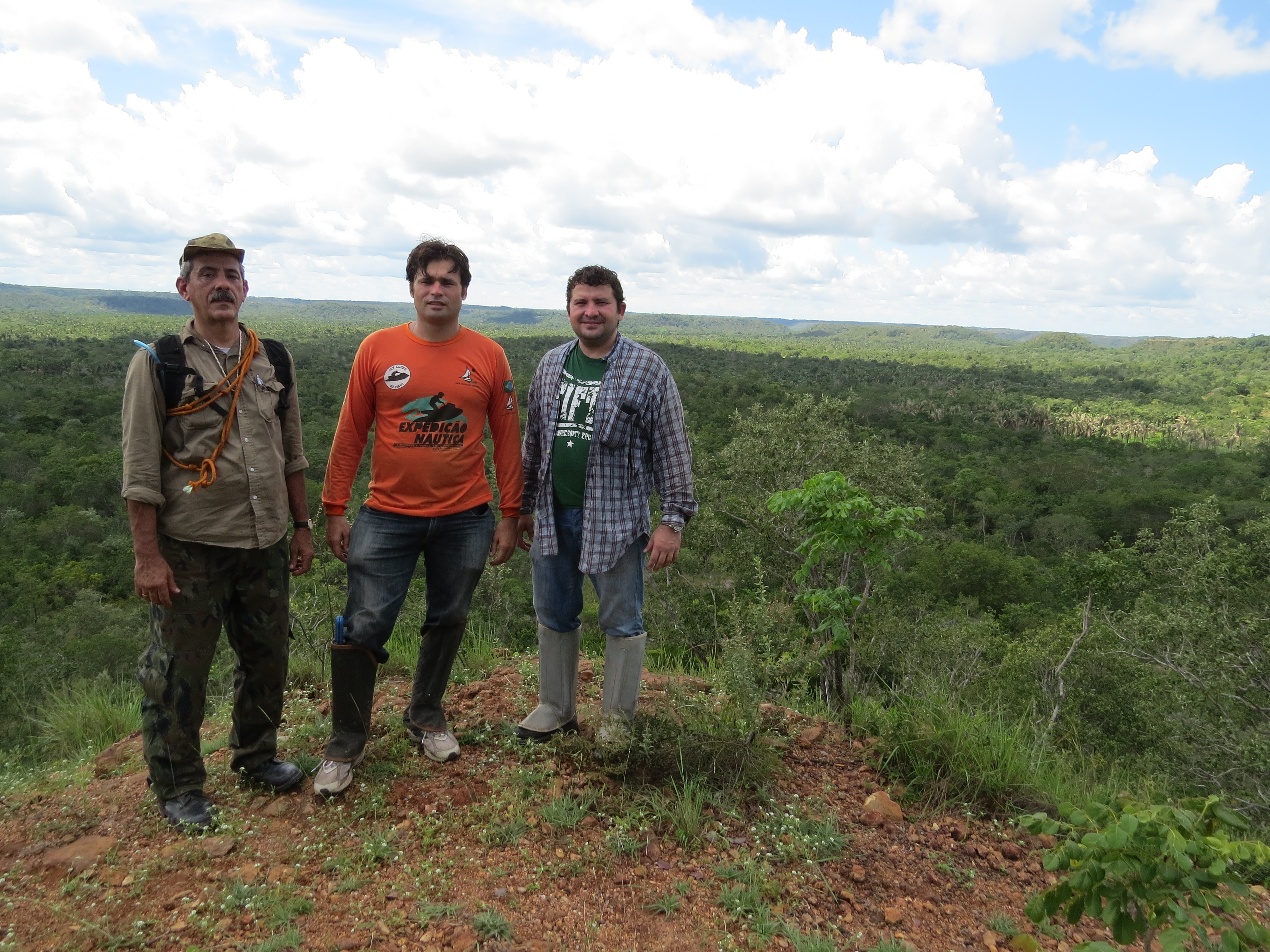
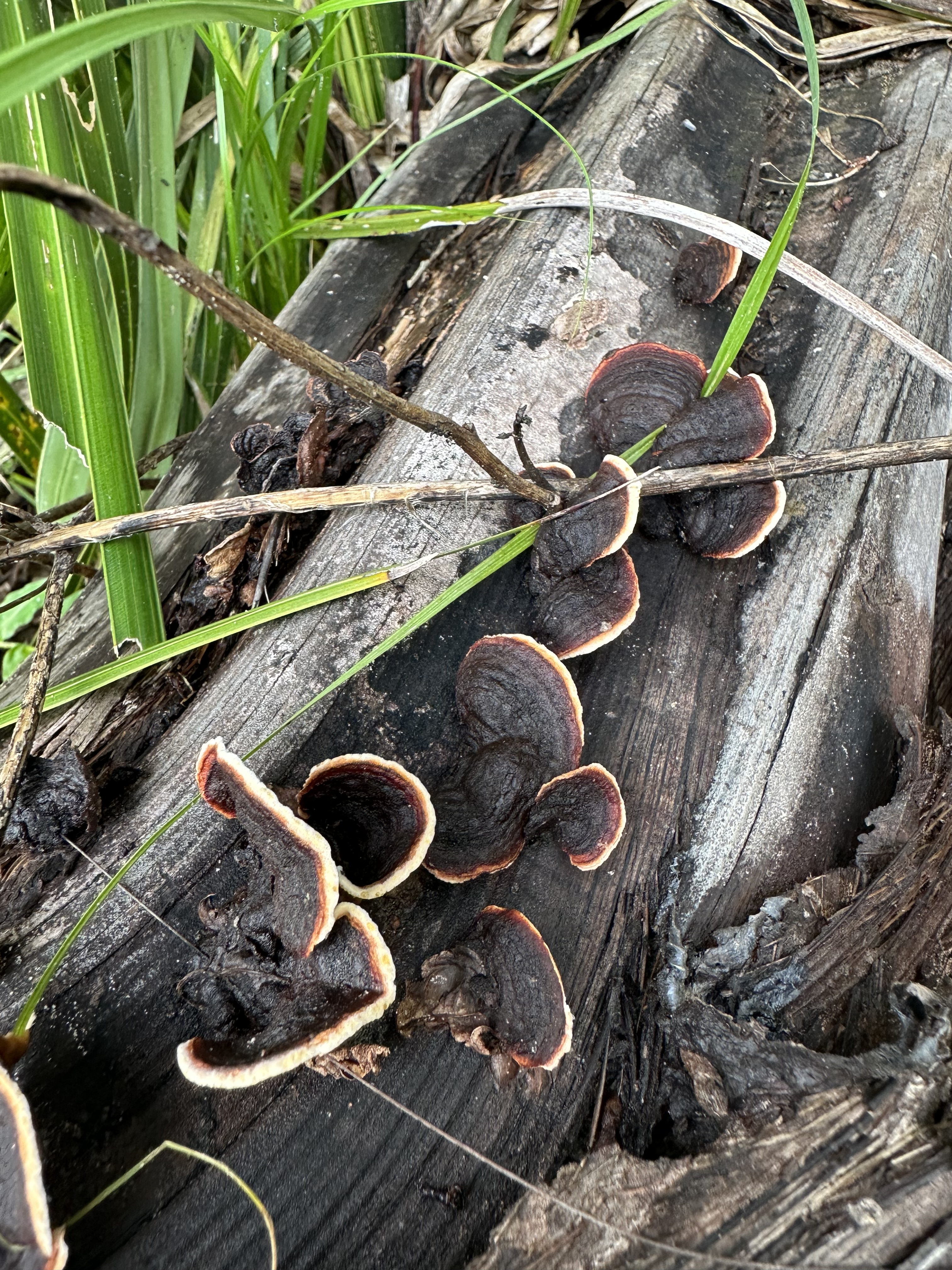
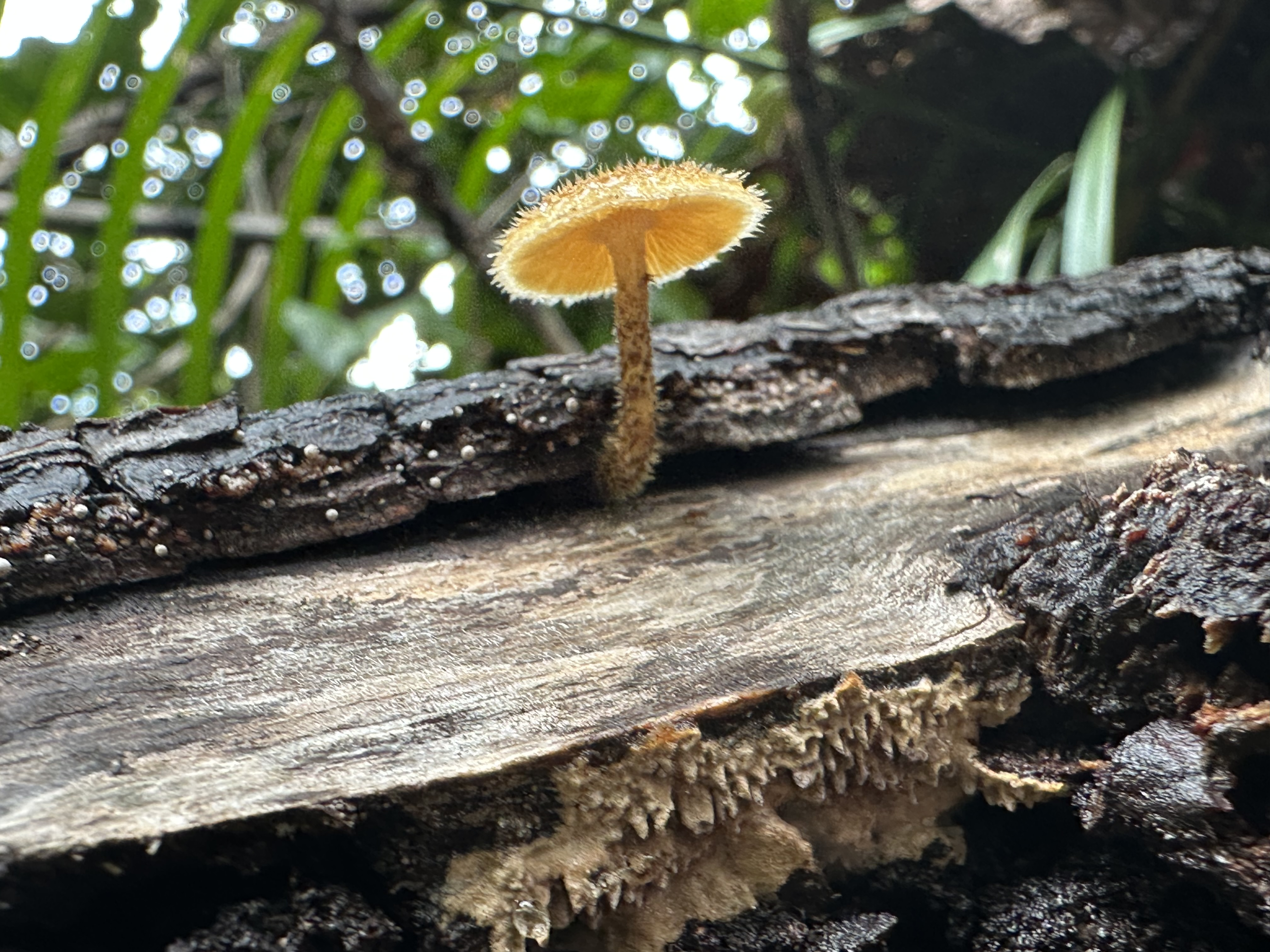
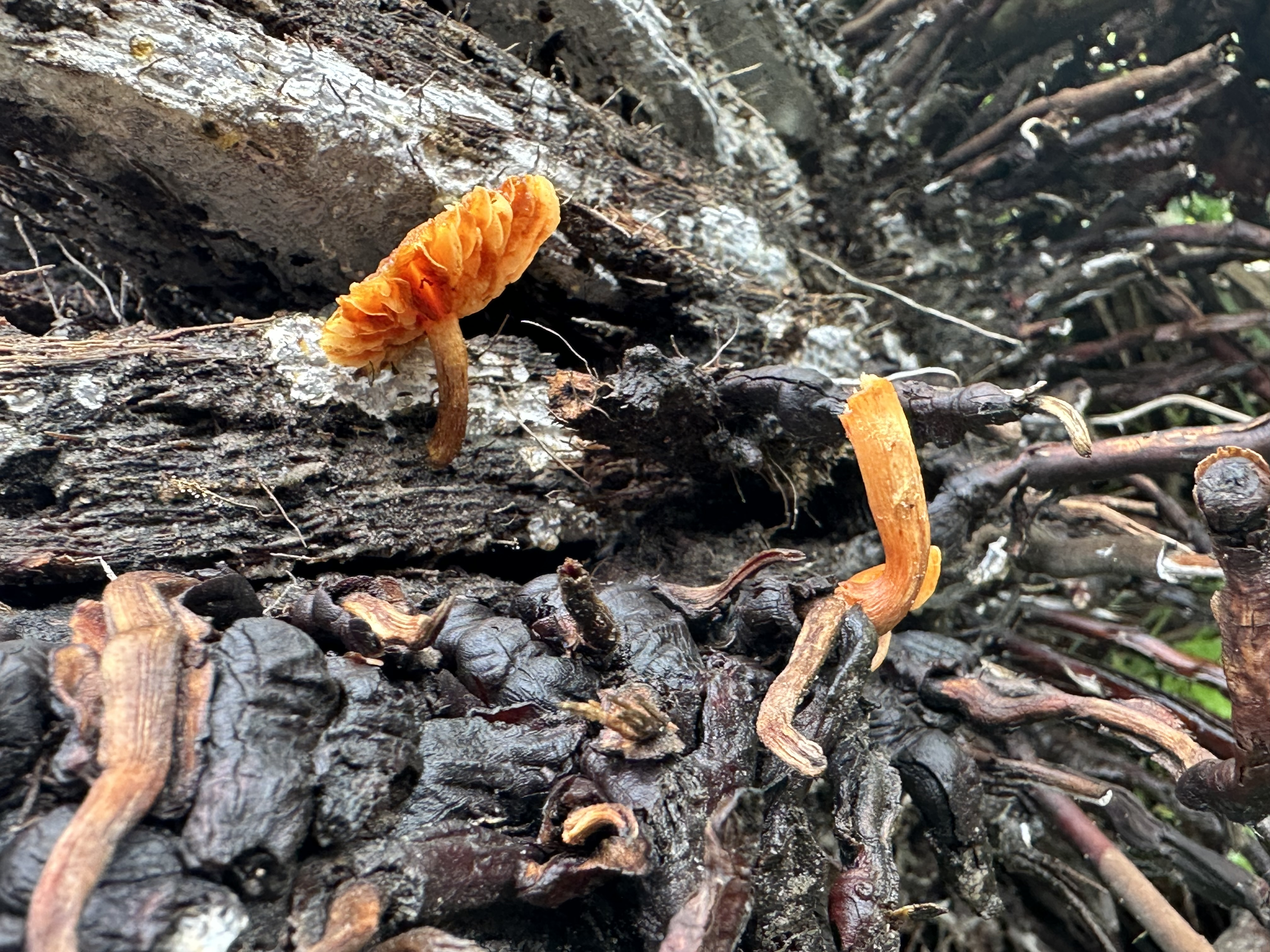
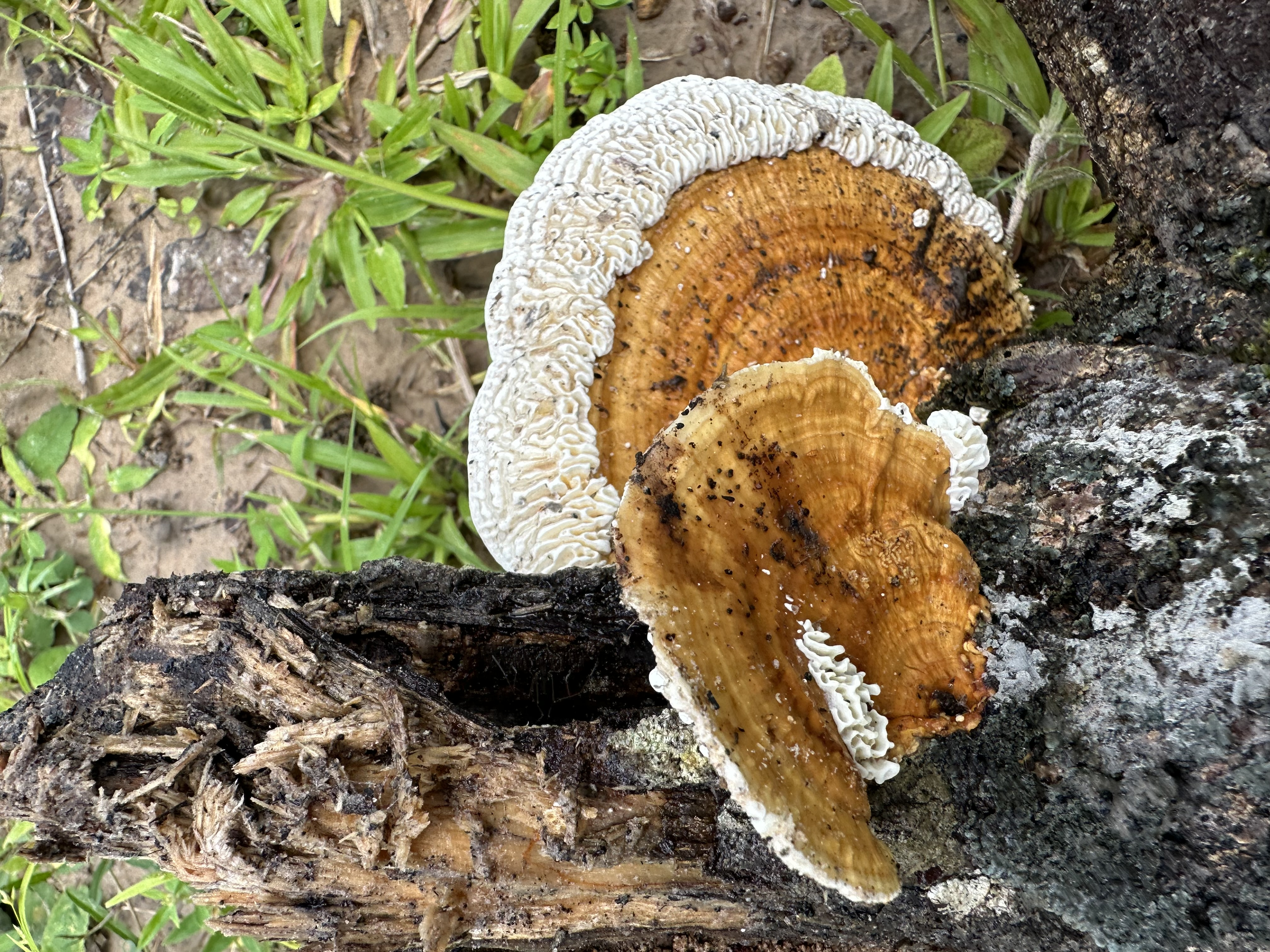
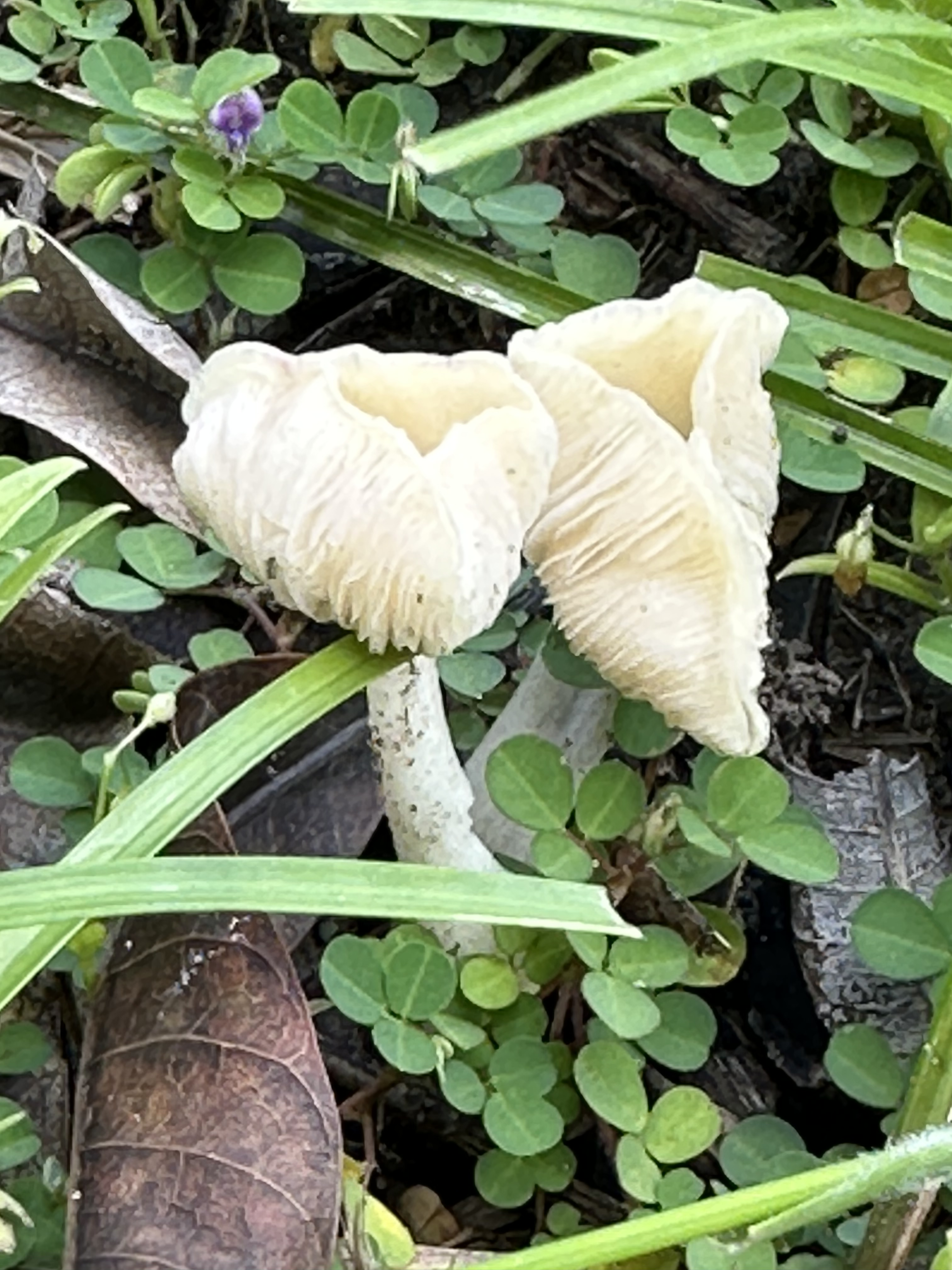
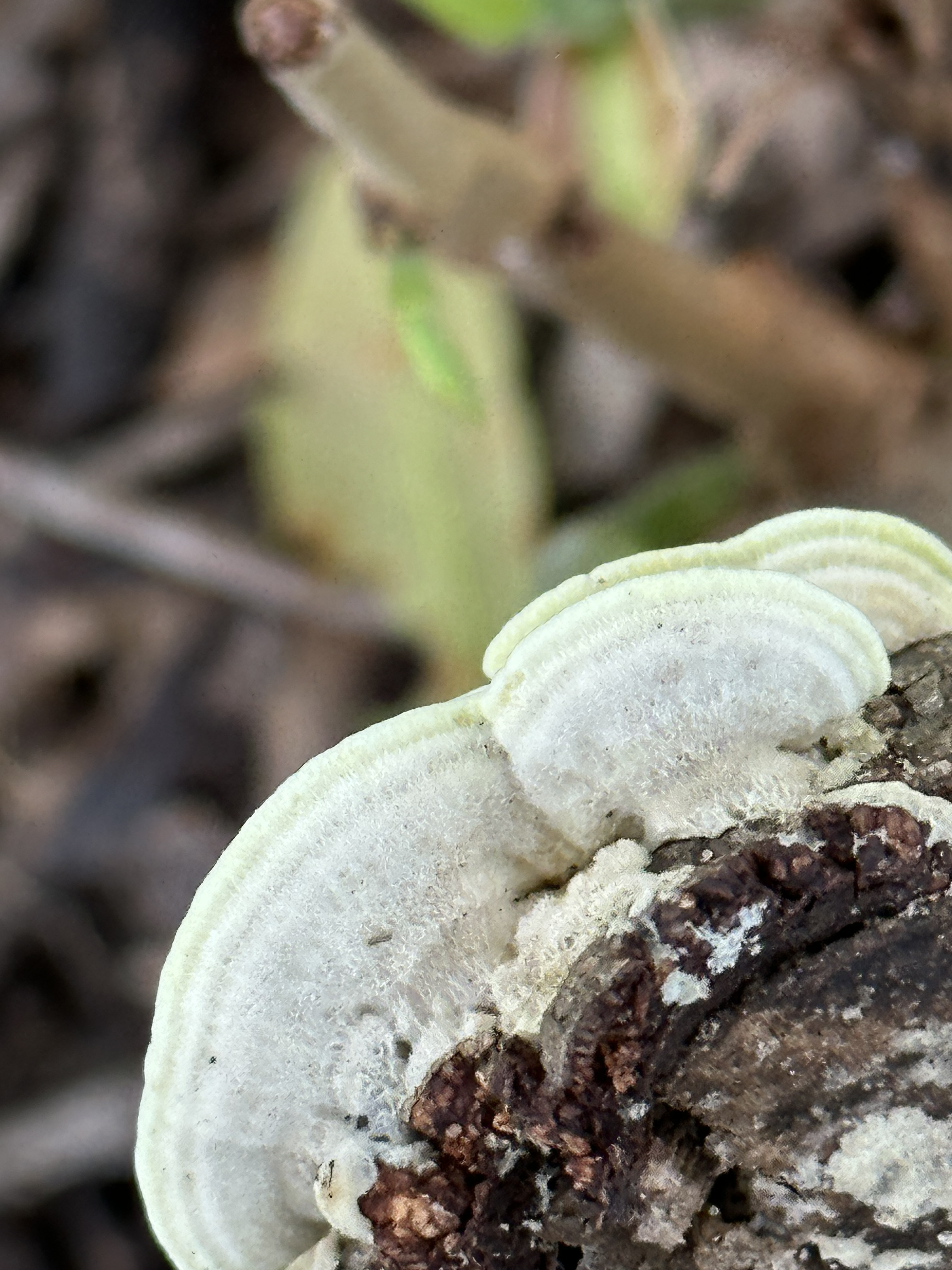
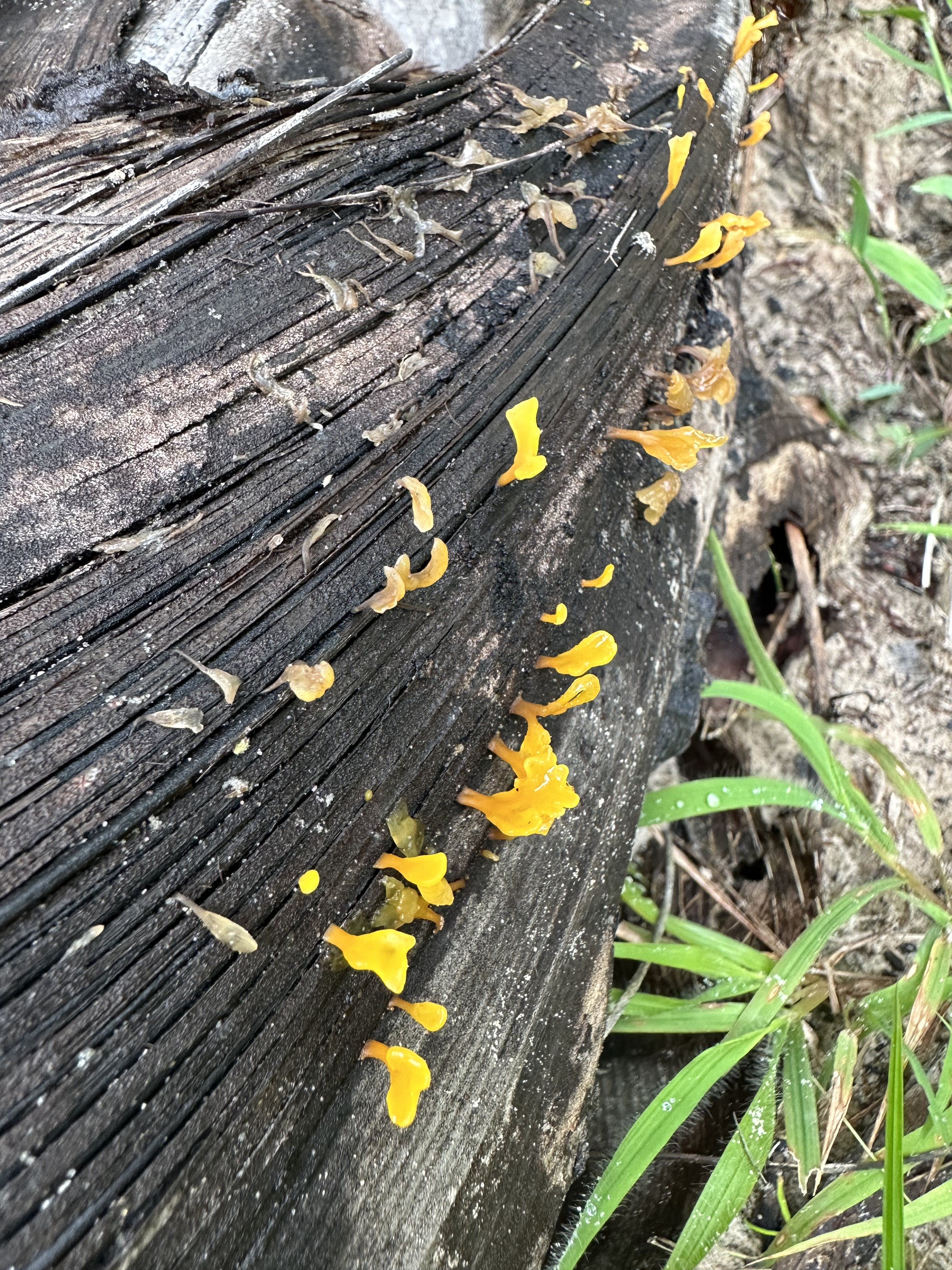
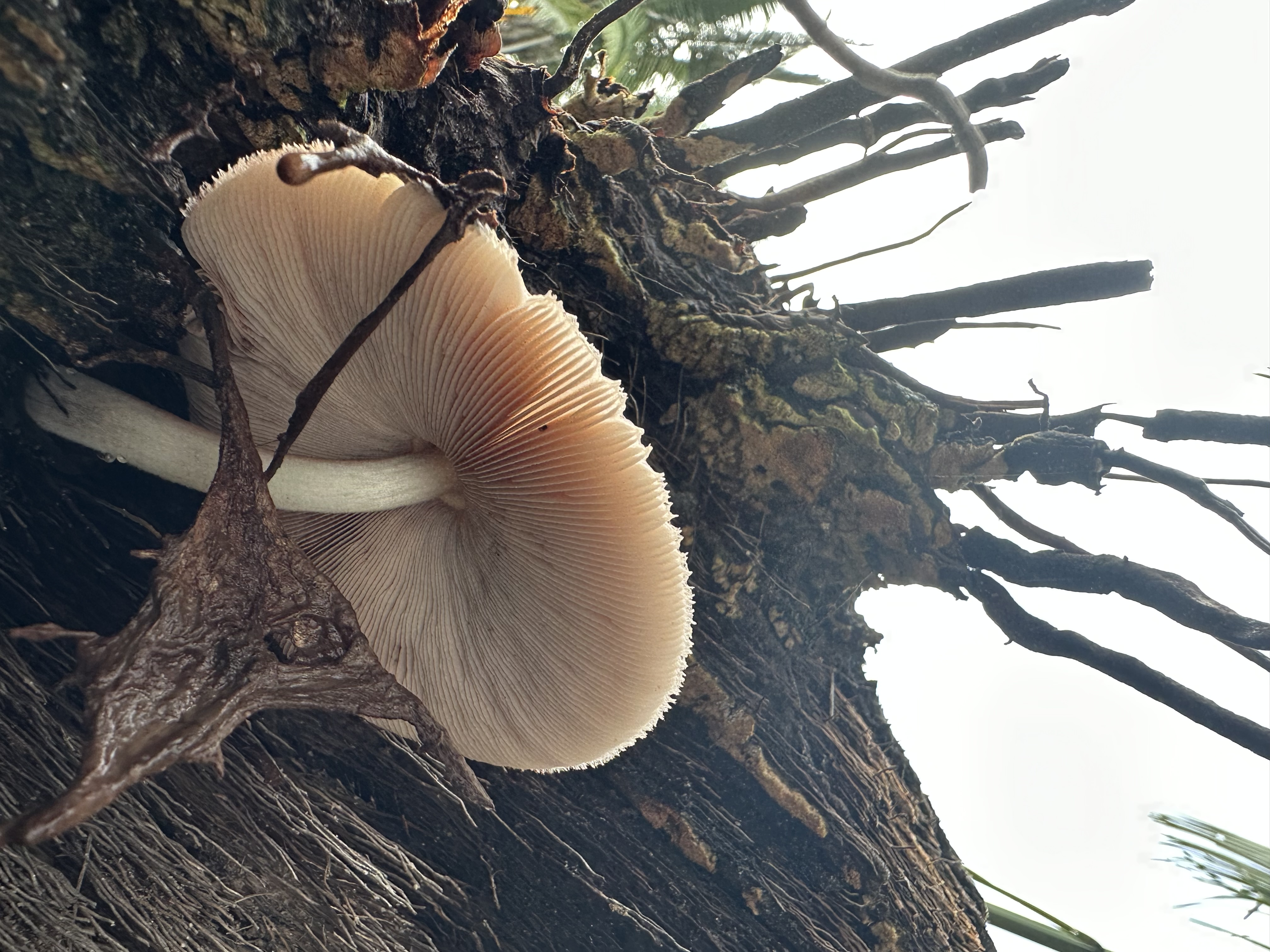
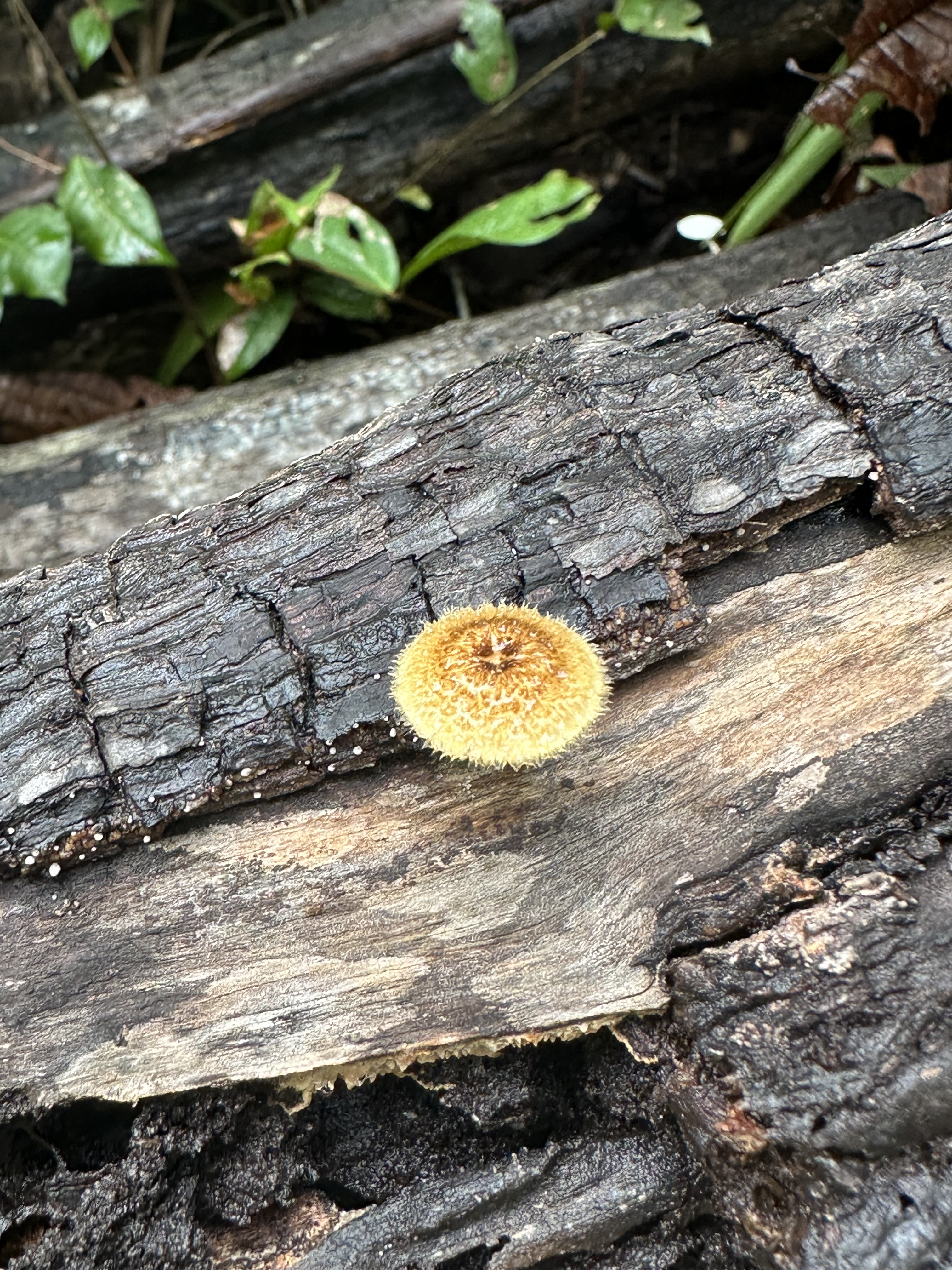
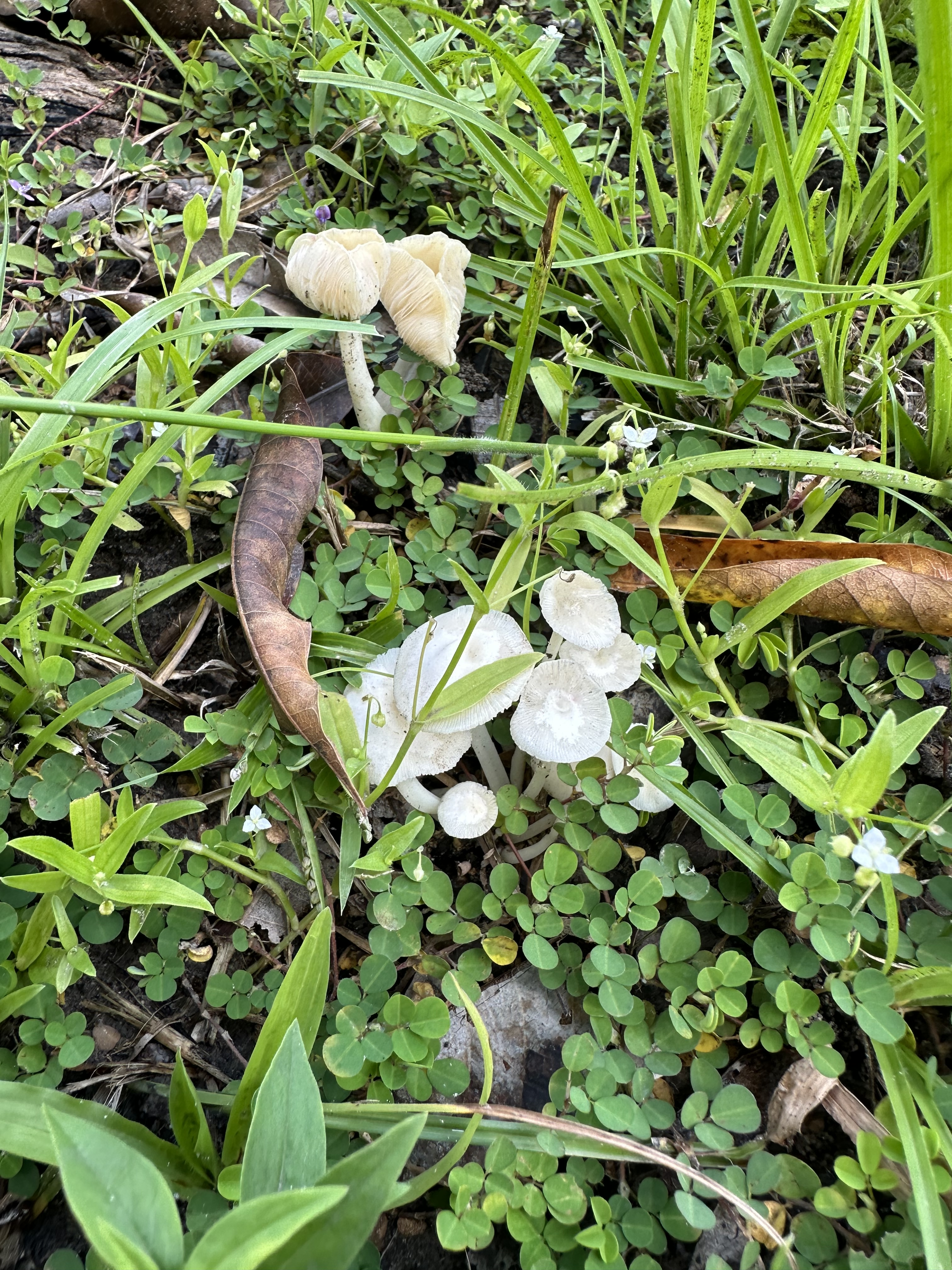
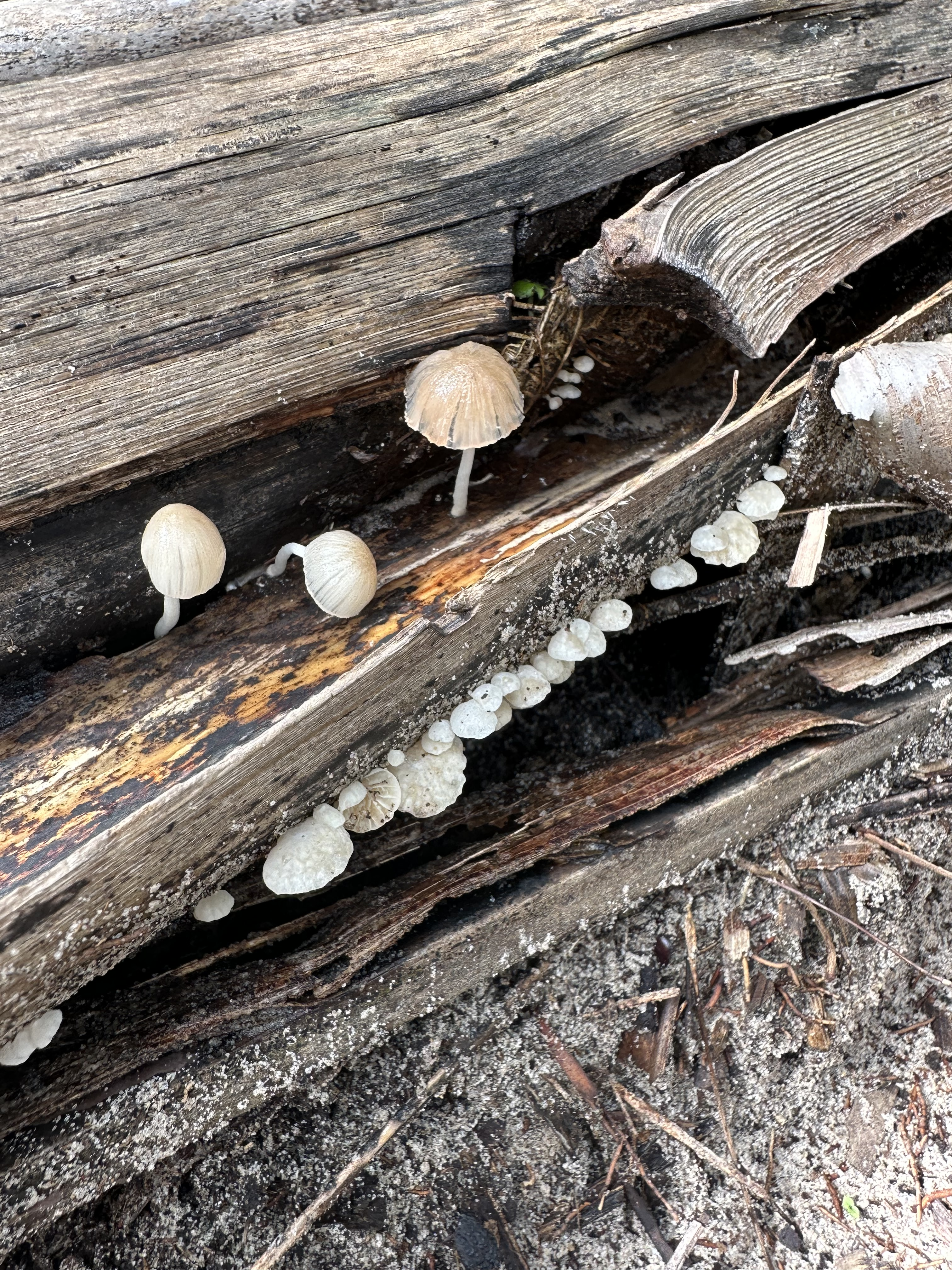
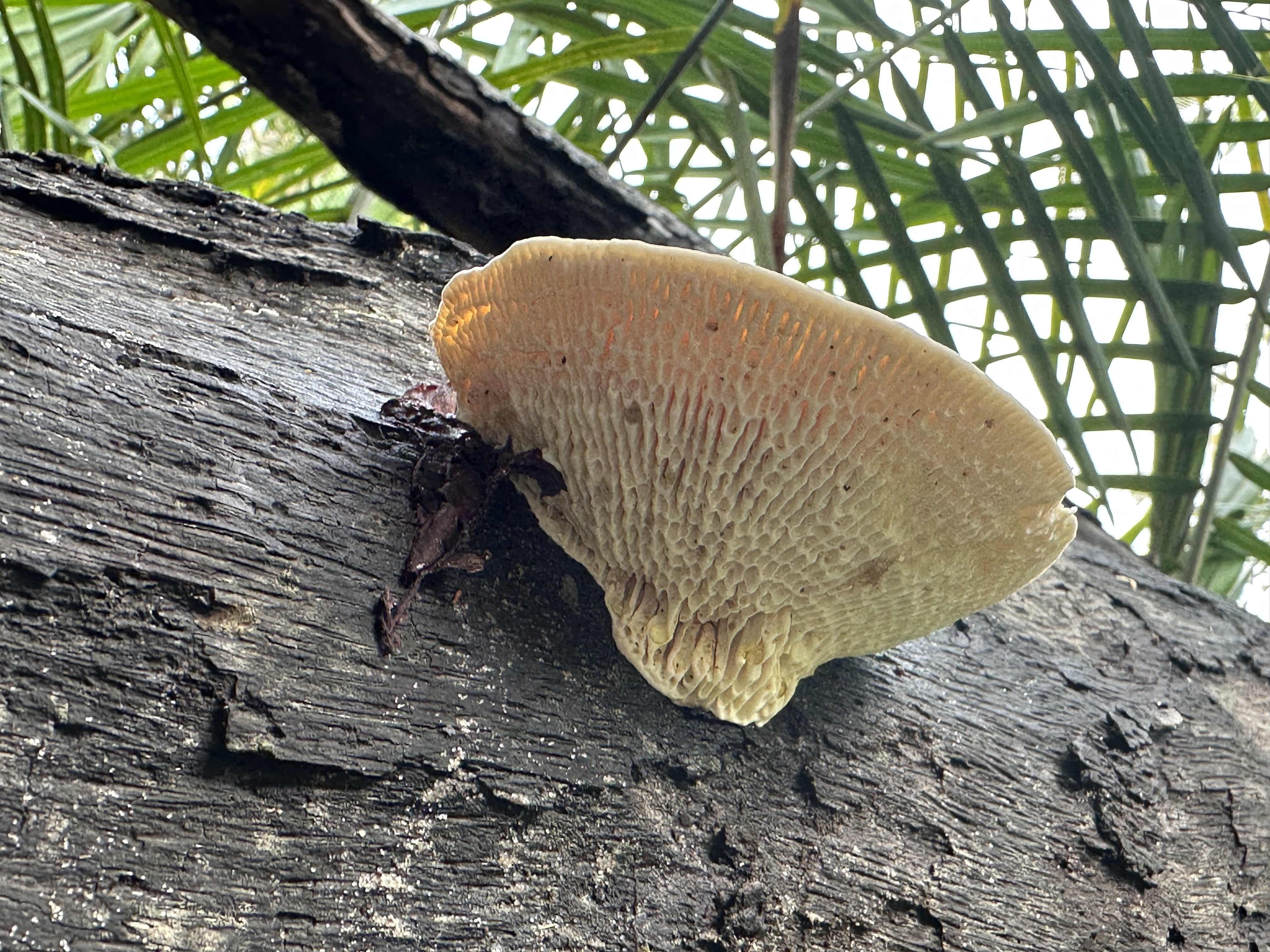
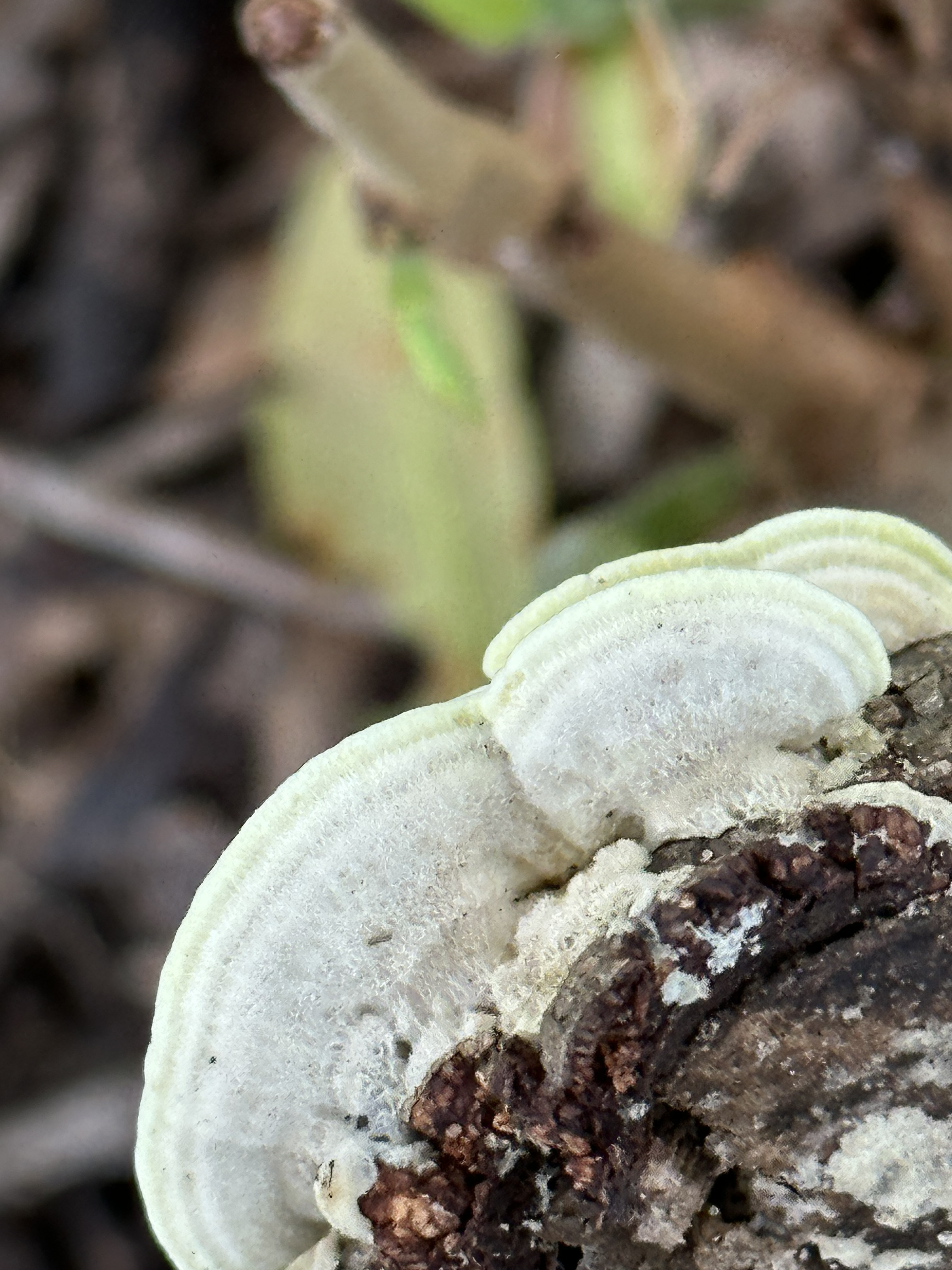
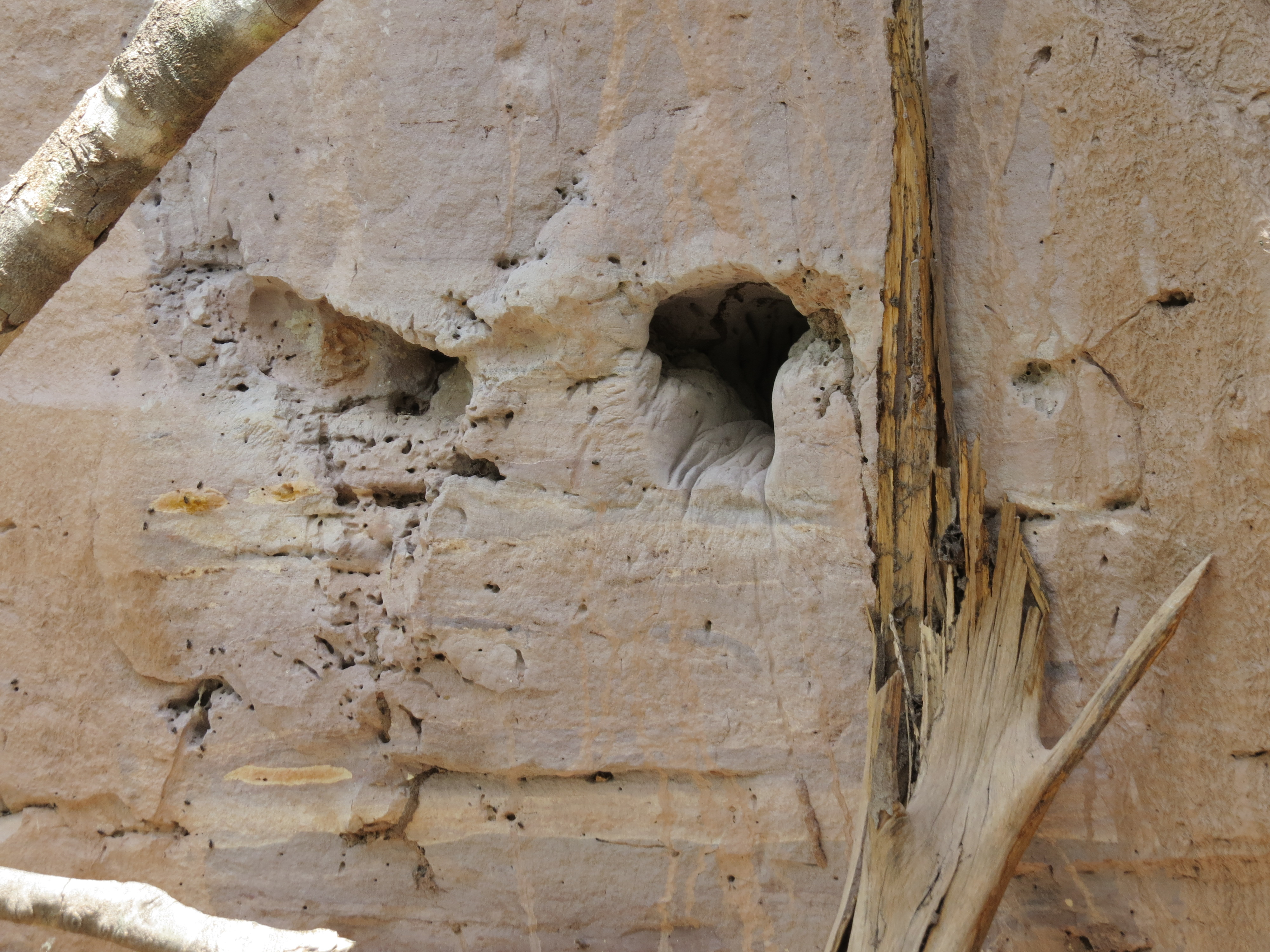
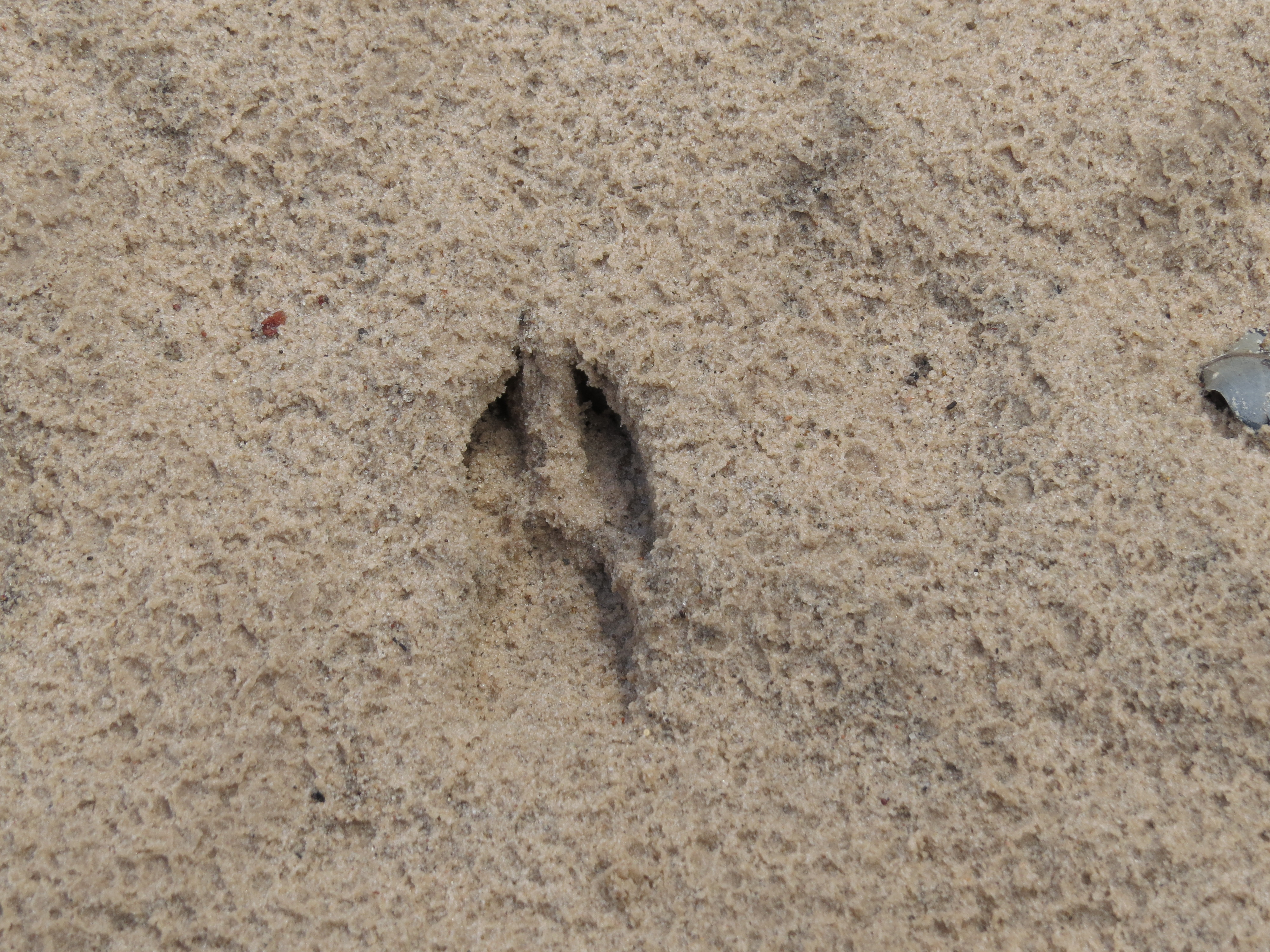
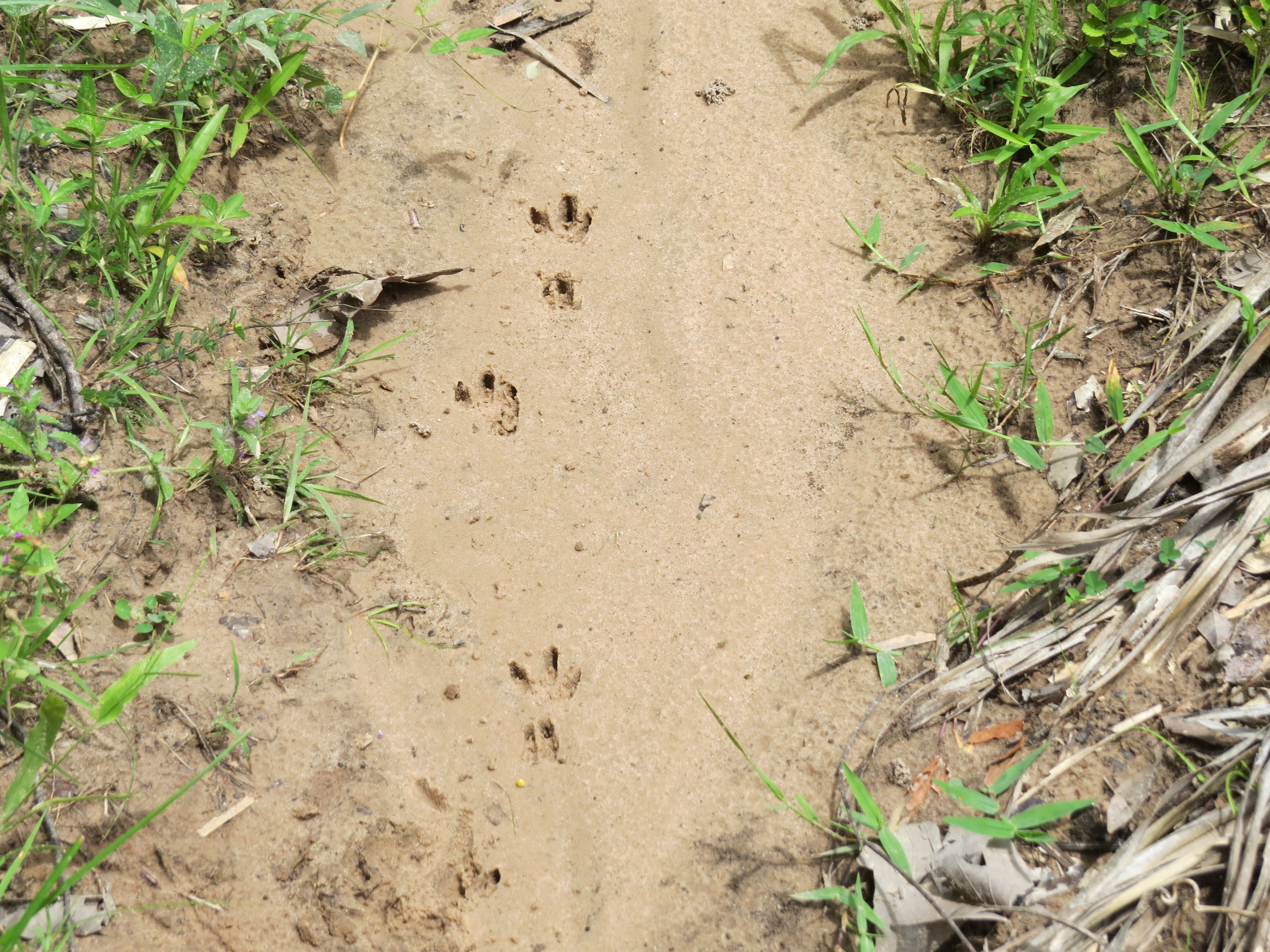
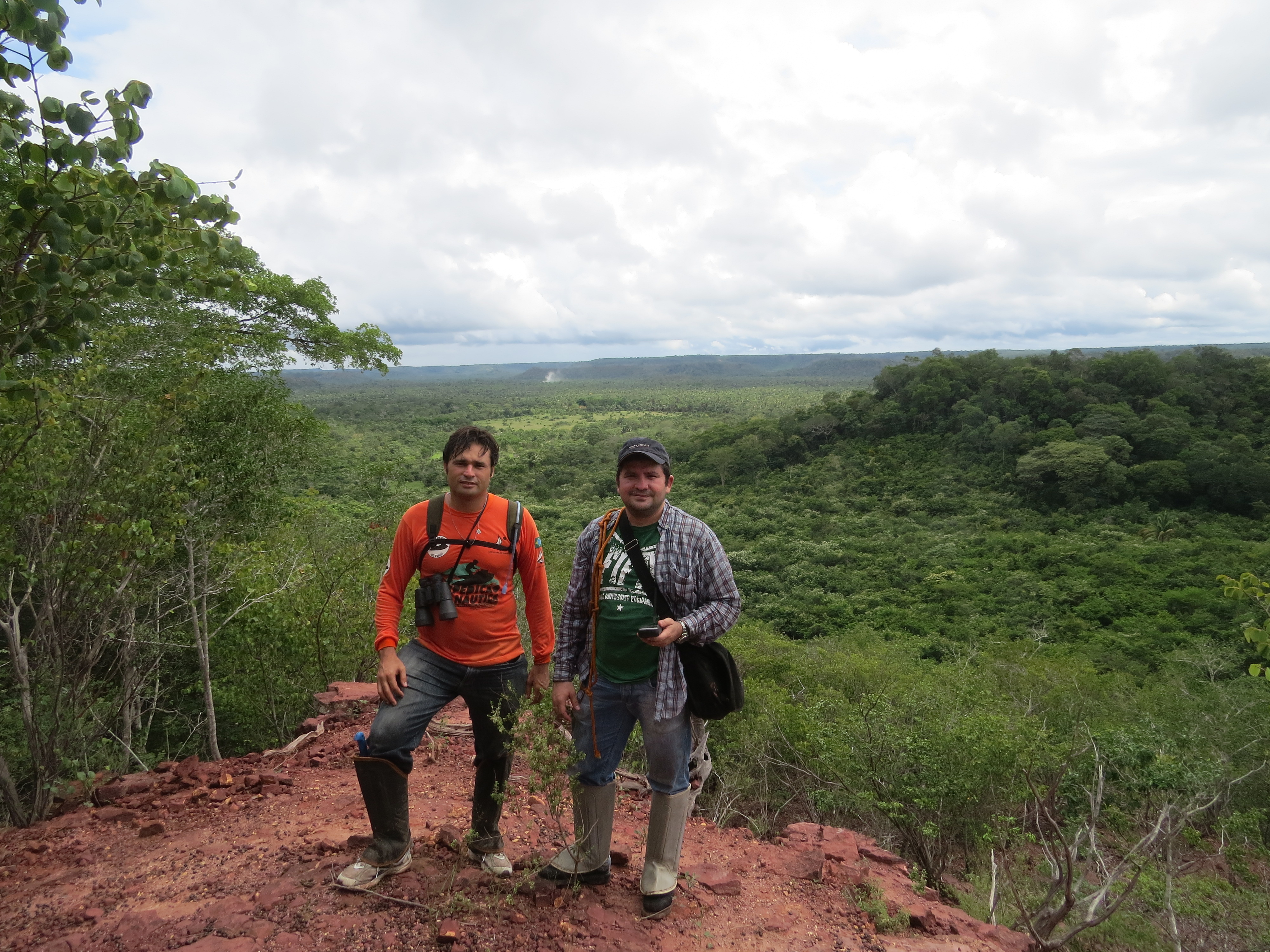
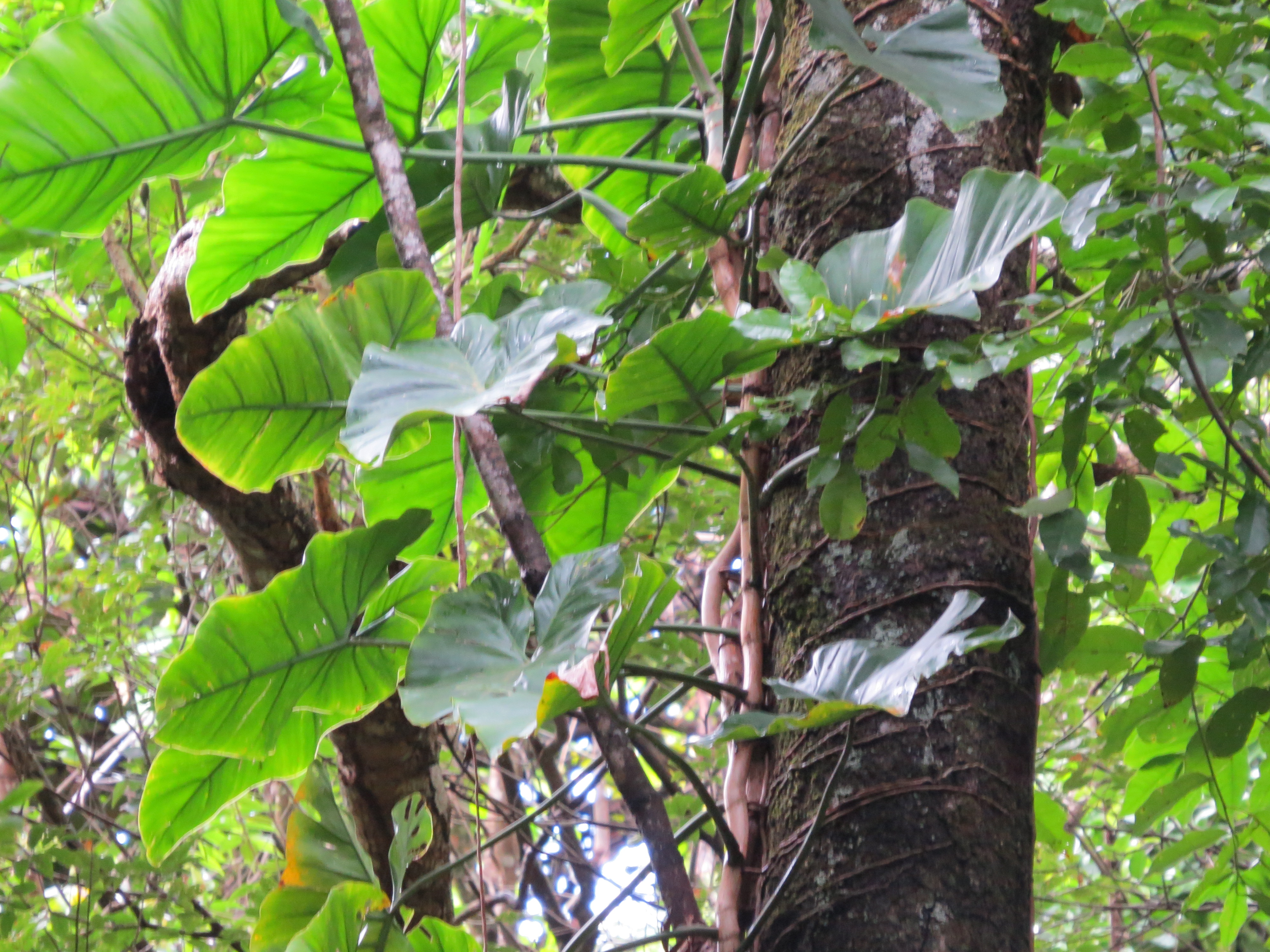
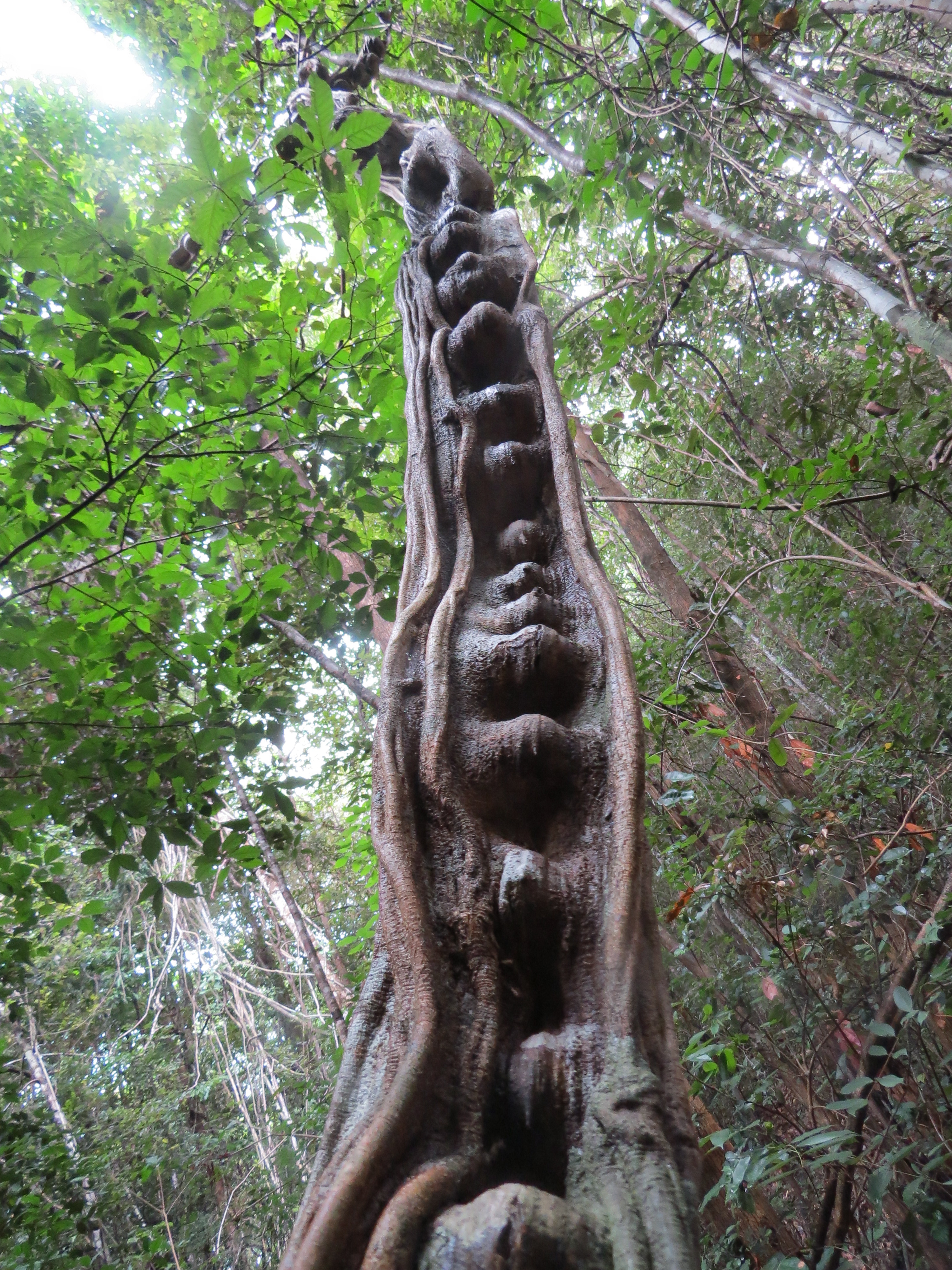
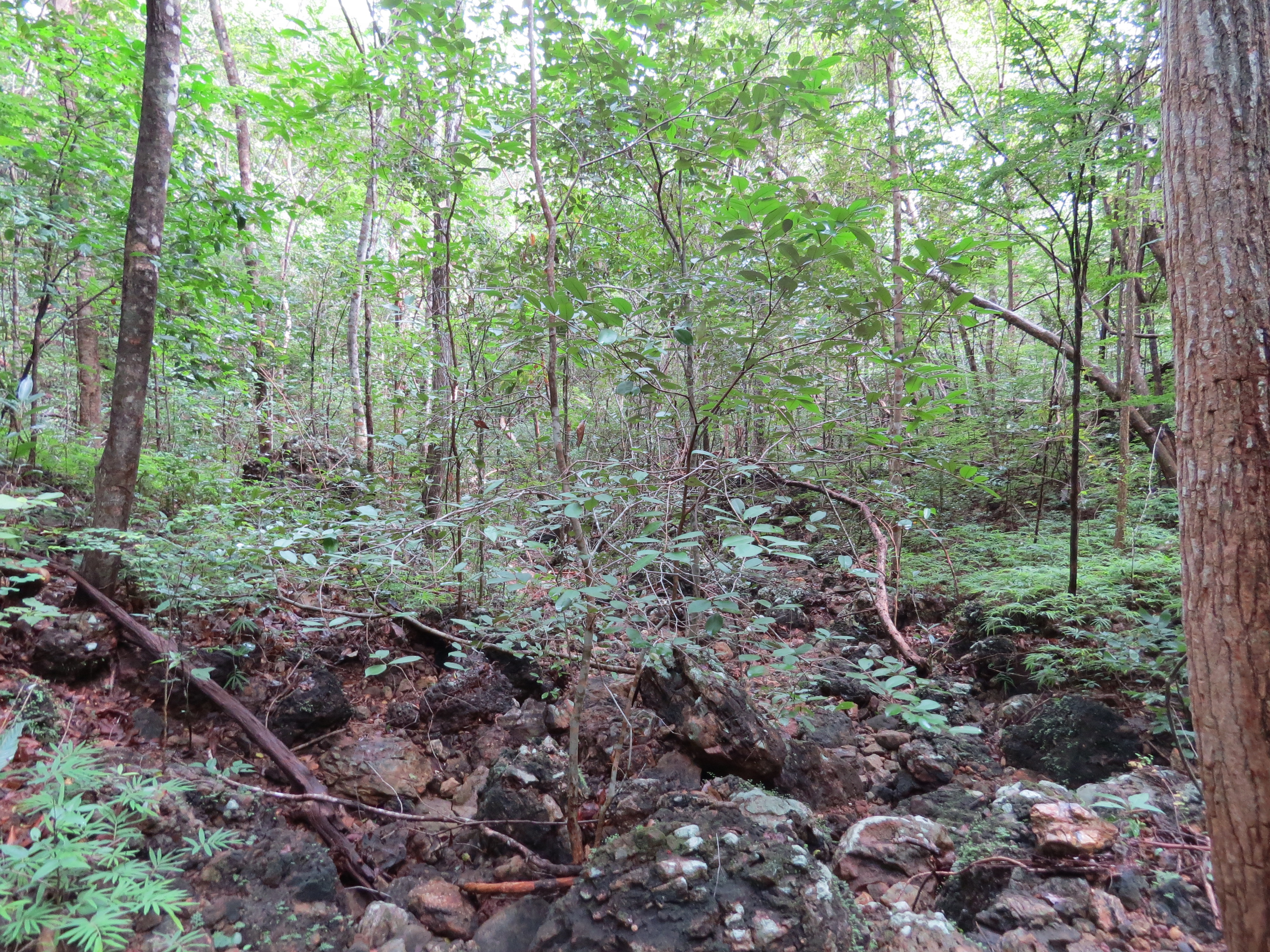
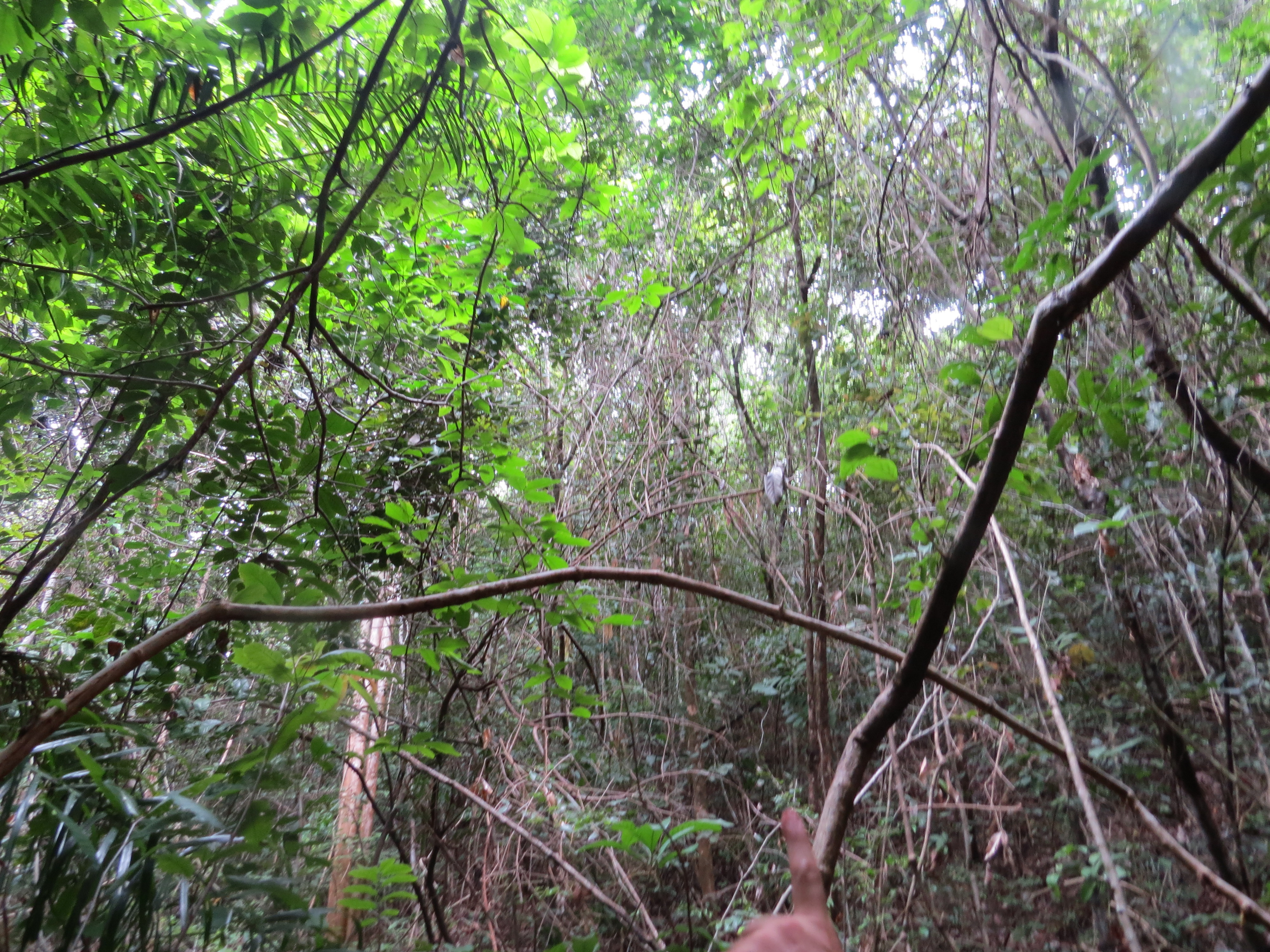
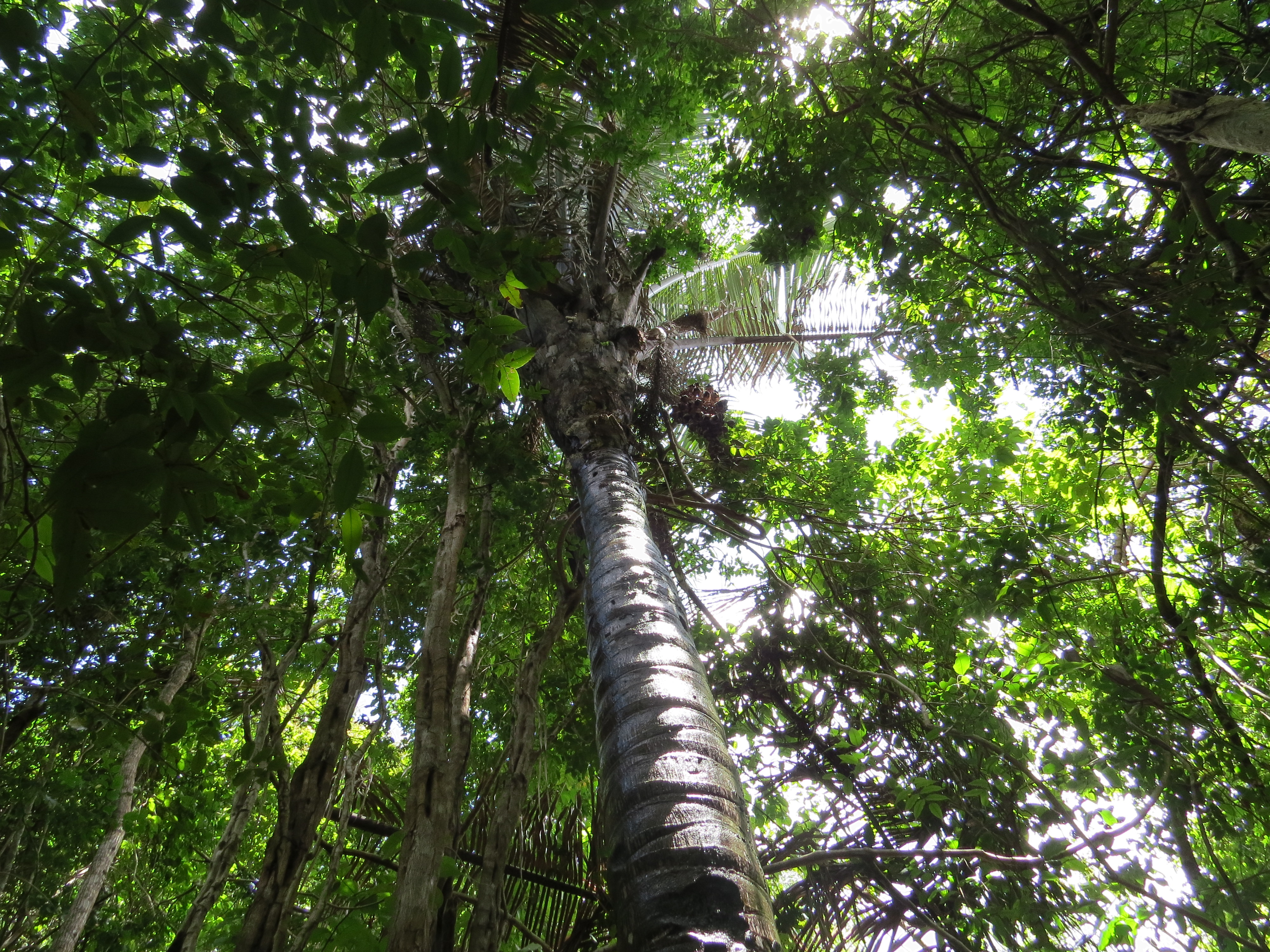